# サラエヴォ
サラエヴォ（ボスニア語:Sarajevo [sǎrajeʋo] ( 音声ファイル)、クロアチア語:Sarajevo、セルビア語:Сарајево）は、ボスニア・ヘルツェゴビナの首都。同国の構成体のひとつであるボスニア・ヘルツェゴビナ連邦の首都でもある。ボスニア・ヘルツェゴビナで最多の人口をもつ都市。
日本語表記においては、一般に「サラエボ」や「サライェヴォ」などの表記も多く見られる（以下、本項では「サラエヴォ」とする。呼称と表記も参照）。

## 概要
2011年8月の推計では、ボスニア・ヘルツェゴビナのサラエヴォ県に属する4つの自治体の人口は併せて311,161人である。サラエヴォはまた、サラエヴォ県の県都でもある。サラエヴォはボスニア地方のサラエヴォ渓谷のなかにあり、ディナール・アルプスに取り囲まれ、ミリャツカ川周辺に広がっている。サラエヴォの町は宗教的な多様性で知られており、イスラム教、正教会、カトリック教会、ユダヤ教が何世紀にもわたって共存してきた。旅行ガイドブックのロンリープラネットでは、「世界の都市」ランキングにおいてサラエヴォを43位にランクしている。これは、同じ旧ユーゴスラビア諸国の観光都市であるドゥブロヴニクの59位、リュブリャナの84位、ブレッドの90位、ベオグラードの113位、ザグレブの135位を上回る。
サラエヴォに隣接して、ボスニア・ヘルツェゴビナの構成体のひとつであるスルプスカ共和国の首都であるイストチノ・サラエヴォ（東サラエヴォ）がある。現在のイストチノ・サラエヴォの市域には、ボスニア・ヘルツェゴビナ紛争前のサラエヴォの市域の一部が含まれている。
この地域に人が居住を始めたのは先史時代にまでさかのぼるものの、現代のサラエヴォにつながる町ができたのは15世紀のオスマン帝国の統治下でのことであった。オーストリア＝ハンガリー帝国に併合されたのちもボスニアの州都と位置付けられたサラエヴォは、近代以降の何度かにわたって国際的な注目を受けることになった。1914年にはこの地はオーストリア帝位継承者の暗殺事件の現場となり、この事件によって第一次世界大戦が引き起こされた。1984年にはサラエヴォで1984年冬季オリンピックが開催され、さらに後のユーゴスラビア崩壊のときには、ボスニア・ヘルツェゴビナ紛争において数年間にわたるセルビア人勢力による包囲を受けた。現在のサラエヴォは紛争後の復興開発が進み、21世紀初頭において紛争前の水準を回復しつつある。サラエヴォは、ボスニア・ヘルツェゴビナの経済・文化活動の拠点となっている。サラエヴォはヨーロッパで初めて、そして全世界で2番目に早く終日（朝から夜まで）運行の路面電車が運行された町である。

## 呼称と表記
町はボスニア・ヘルツェゴビナの3つの公用語・ボスニア語、セルビア語、クロアチア語でサラエヴォ (Sarajevo / Сарајево) と呼ばれる。また、トルコ語ではサライボスナ (Saraybosna) と呼ばれている。サラエヴォの呼称は、トルコ語で「宮殿」を意味する「サライ」(Saray) を語源としており、この街がオスマン帝国支配下にあったころから重要な都市であることを示唆している。日本語においては、「サラエヴォ」という表記の他にも、「サラェヴォ」、「サライェヴォ」（原音ベース）、「サライエヴォ」、「サラエボ」（簡略化）、「サラェボ」、「サライェボ」、「サライエボ」といった表記も見られる。

## 地理

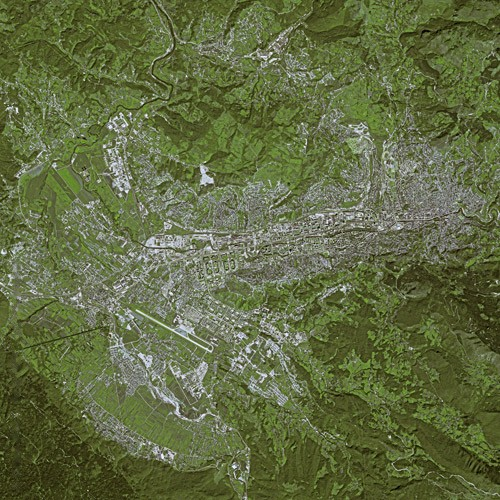
サラエヴォの衛星写真

サラエヴォの地形

サラエヴォは、三角形をしたボスニア・ヘルツェゴビナの幾何学的中心に近く、北緯43度52分0秒 東経18度25分0秒 / 北緯43.86667度 東経18.41667度に位置している。サラエヴォはサラエヴォ渓谷の中にあり、ディナール山脈に取り囲まれている。渓谷は大規模に緑に覆われていたものの、第二次世界大戦後の開発と都市拡大の中で失われていった。サラエヴォの町は濃厚な森林に覆われた丘陵地と5つの山に囲まれている。周囲を囲んでいる山々の頂上はそれぞれ、トレスカヴィツァ山の標高2088メートル、ビェラシュニツァ山の標高2067メートル、ヤホリナ山の標高1913メートル、トレベヴィチ山の標高1627メートル、最も低いイグマン山で標高1502メートルとなっている。これらの山々のうち、トレスカヴィツァを除く4つは1984年冬季オリンピックの会場となった。サラエヴォの平均標高は500メートル程度である。町は丘陵地帯の中にあり、勾配の急な斜面の通りや、高い丘に立ち並ぶ住宅などにその特徴を見ることができる。
ミリャツカ川は町の重要な地理的特徴となっている。川は町の東から流れ込み、町の中央を通って西へと抜け、ボスナ川へと合流している。ミリャツカ川は「サラエヴォの川」であり、その源流はサラエヴォの東数キロメートル先にあるパレにある。ボスナ川の源泉、ヴレロ・ボスネはサラエヴォ西部のイリジャの近くにあり、こちらもサラエヴォの重要な地理的特徴となっている。ヴレロ・ボスネは、サラエヴォやその他の地域からの観光客の訪問先ともなっている。その他にも複数の小さな川が町やその郊外を流れている。

### 町のつくり
ボスニア・ヘルツェゴビナは南東ヨーロッパに位置しており、その首都であるサラエヴォはボスニア・ヘルツェゴビナの三角形の国土の幾何学的中心に近い。サラエヴォは、サラエヴォ県に属する4つの基礎自治体（オプシュティナ）、ツェンタル、ノヴィ・グラード、ノヴォ・サラエヴォ、スタリ・グラードからなる。サラエヴォ都市圏にはこのほかにイリジャ、ヴォゴシュチャなども含まれる。都市圏面積は141.5平方キロメートルに上る。
また、ボスニア・ヘルツェゴビナ紛争前はサラエヴォの一部をなしていた地域の一部は、紛争後にスルプスカ共和国に編入され、イストチノ・サラエヴォの一部となっている。

## 気候
ケッペンの気候区分によると、サラエヴォの気候は西岸海洋性気候（Cfb）に属する。
北緯43度の山岳地帯に位置するにもかかわらず、北大西洋海流の影響により、冬季の気温が高い。低緯度である北緯35度から北緯40度に位置する飛騨地方や長野県、東北地方内陸部よりも冬季の平均最低気温が高く、降雪量も少ない。
大気汚染が深刻化しており、世界で最も汚染された都市にもランクインしている。
| サラエヴォの気候         | サラエヴォの気候 | サラエヴォの気候 | サラエヴォの気候 | サラエヴォの気候 | サラエヴォの気候 | サラエヴォの気候 | サラエヴォの気候 | サラエヴォの気候 | サラエヴォの気候 | サラエヴォの気候 | サラエヴォの気候 | サラエヴォの気候 | サラエヴォの気候 |
| 月                       | 1月              | 2月              | 3月              | 4月              | 5月              | 6月              | 7月              | 8月              | 9月              | 10月             | 11月             | 12月             | 年               |
| ------------------------ | ---------------- | ---------------- | ---------------- | ---------------- | ---------------- | ---------------- | ---------------- | ---------------- | ---------------- | ---------------- | ---------------- | ---------------- | ---------------- |
| 平均最高気温 °C （°F）   | 2.7 (36.9)       | 5.9 (42.6)       | 10.4 (50.7)      | 15.1 (59.2)      | 20.3 (68.5)      | 23.1 (73.6)      | 25.5 (77.9)      | 25.7 (78.3)      | 22.0 (71.6)      | 16.5 (61.7)      | 9.7 (49.5)       | 3.5 (38.3)       | 15.03 (59.07)    |
| 日平均気温 °C （°F）     | −0.9 (30.4)      | 1.5 (34.7)       | 5.1 (41.2)       | 9.4 (48.9)       | 14.1 (57.4)      | 17.0 (62.6)      | 18.9 (66)        | 18.5 (65.3)      | 15.1 (59.2)      | 10.4 (50.7)      | 5.3 (41.5)       | 0.3 (32.5)       | 9.56 (49.2)      |
| 平均最低気温 °C （°F）   | −4.4 (24.1)      | −2.3 (27.9)      | 0.7 (33.3)       | 4.4 (39.9)       | 8.5 (47.3)       | 11.4 (52.5)      | 12.8 (55)        | 12.6 (54.7)      | 9.7 (49.5)       | 5.7 (42.3)       | 1.6 (34.9)       | −2.8 (27)        | 4.83 (40.7)      |
| 降水量 mm （inch）       | 71.4 (2.811)     | 67.0 (2.638)     | 70.3 (2.768)     | 73.6 (2.898)     | 81.7 (3.217)     | 91.0 (3.583)     | 80.2 (3.157)     | 70.7 (2.783)     | 70.3 (2.768)     | 77.3 (3.043)     | 94.2 (3.709)     | 84.7 (3.335)     | 932.4 (36.71)    |
| 平均降水日数 （≥1.0 mm） | 10               | 9                | 10               | 11               | 11               | 11               | 9                | 8                | 8                | 8                | 10               | 11               | 116              |
| 平均月間日照時間         | 55.8             | 84.8             | 127.1            | 153.0            | 192.2            | 207.0            | 257.3            | 238.7            | 186.0            | 148.8            | 81.0             | 40.3             | 1,772            |
| 出典：HKO                |                  |                  |                  |                  |                  |                  |                  |                  |                  |                  |                  |                  |                  |

## 歴史

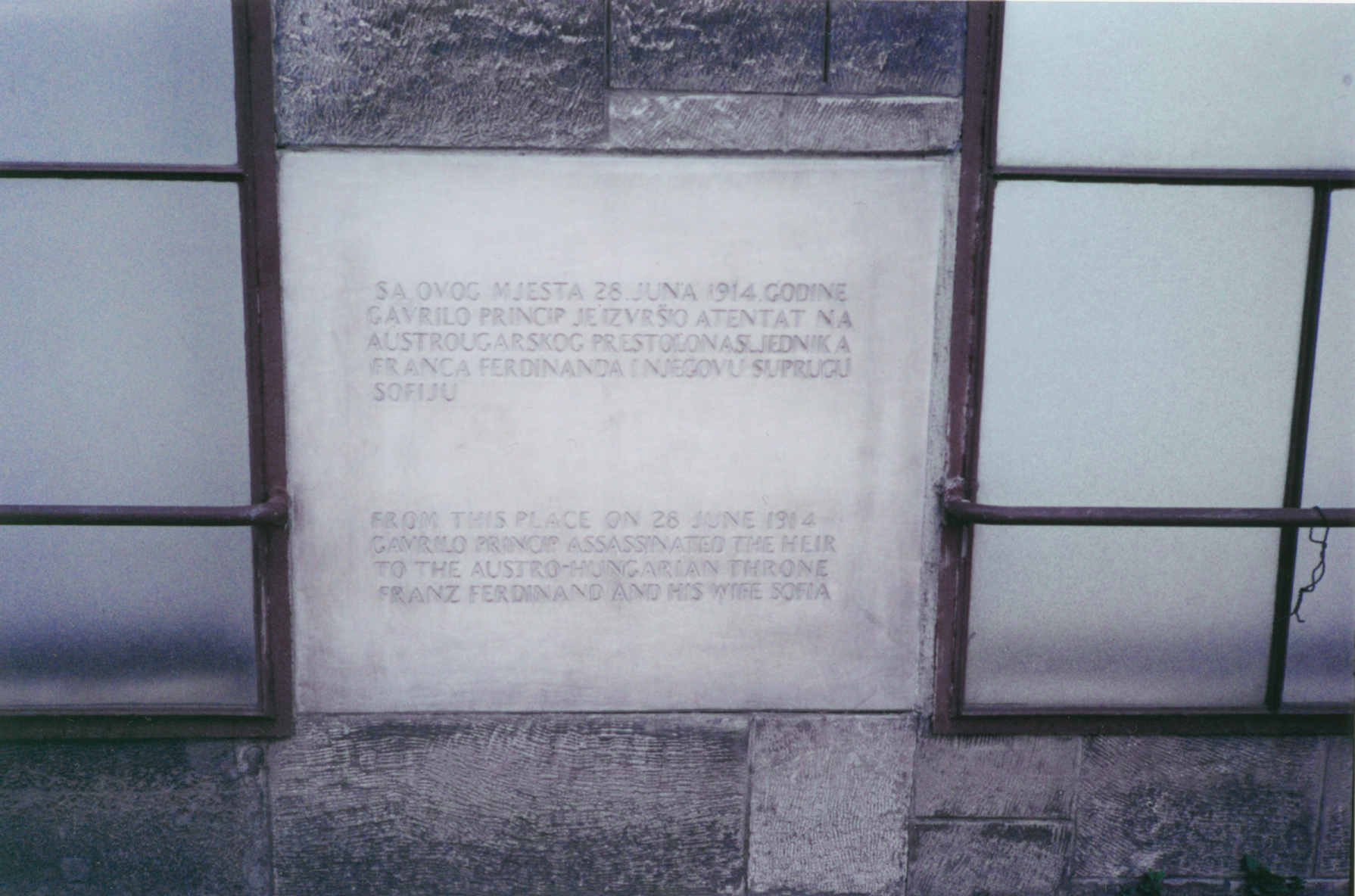
サラエヴォ事件を記念するプレート

### 古代・中世
サラエヴォ渓谷には、ブトミル文化が栄えた先史時代にさかのぼる長く豊かな歴史がある。ローマ帝国に征服される前は、複数のイリュリア人の集落がこの地域にあった。
ローマ帝国統治時代、町の名前はアクアエ・スルプラエ（Aquae Sulphurae、硫黄温泉）と呼ばれ、現代のサラエヴォの郊外の町イリジャにあった。ローマ帝国に次いで、7世紀にはゴート族、次いでスラヴ人が進入した。町はヴルフ＝ボスナ（Vrh-Bosna）と呼ばれ、スラヴ人の城塞として1263年から、町がオスマン帝国に征服される1429年まで存続した。

### 近世
1461年、オスマン帝国のルメリア州（1365–1867）のヴルフ＝ボスナ（Vrhbosna）に、sr:Скопско крајиште知事（パシャルク）のイーサ＝ベグ・イサコヴィッチ（Isa-Beg Isaković）は、町を建設してボスニア・サンジャク（1463–1878）を置いた。彼の統治下で、町は大きく発展した。1461年以降、イーサ＝ベグ・イサコヴィッチは町の旧市街の建設を監督し、水の供給システムやモスク、屋根つきのバザール、公衆浴場、知事宮殿なども作られた。町はボスナ・サライ（Bosna-Saraj）と名づけられ、大都市へと成長した。この地方は、トルコ語で「宮殿のある平地」を意味するサライ・オヴァス（saray ovası）と呼ばれた。
ガジ・フスレヴ＝ベグ（Gazi Husrev-beg）は1521年、ボスニア州の2代目の知事に就任し、町で最初の図書館、マドラサ、スーフィズムの学校、サハト・クラ時計塔（Sahat Kula）などを建設した。1580年、ボスニア州（1580–1867）となる。
1697年、大トルコ戦争の間、ハプスブルク君主国のプリンツ・オイゲンによる襲撃によってサラエヴォは制圧され、町には疫病がもたらされるとともに焼き払われた。町は後に再建に向かったものの、完全に復旧されることはなかった。オスマン帝国は1850年、サラエヴォを重要な行政の拠点としたものの、オーストリア＝ハンガリー帝国に征服され、1878年にベルリン条約によって共同統治国ボスニア・ヘルツェゴヴィナ（Condominium of Bosnia and Herzegovina、1878年 - 1918年）の統治権はオーストリア＝ハンガリー帝国へと移された。ボスニア・ヘルツェゴビナは1908年にオーストリア＝ハンガリー帝国に併合された。町は、路面電車などの新しい開発をウィーンに導入する前の試験導入に使用された。

### 近代
第一次世界大戦のきっかけとなったフランツ・フェルディナント大公とその妻ゾフィー・ホテクに対する暗殺事件は1914年6月28日に、ボスニア出身のボスニア系セルビア人の民族主義者ガヴリロ・プリンツィプによって、サラエヴォにて引き起こされた。戦争に突入すると、バルカン半島での攻勢の多くはベオグラード周辺で起き、サラエヴォは戦時中、大規模な破壊を免れた。第一次世界大戦が終わると、バルカン半島西部はユーゴスラビア王国のもとに統合され、サラエヴォはドリナ州（1929–1941）の州都となった。
1939年にユーゴスラビア王国はクロアチア自治州を作っていたが、1941年4月1日のウスタシャによるザグレブの蜂起でクロアチア独立国（1941–1945）建国宣言が発され、サラエヴォを含むボスニア・ヘルツェゴビナの領土は、クロアチア独立国の領土に編入された。1941年4月8日、ナチス・ドイツはユーゴスラビアに侵攻し、サラエヴォを爆撃した。この時、およそ10,500人のユダヤ人、ならびにロマ、正教徒のセルビア人が居住していた。
ヨシップ・ブロズ・チトーに率いられたパルチザンによる抵抗によって、1945年4月6日にサラエヴォはナチスによる占領から解放された。その後、サラエヴォは急速に発展し、ユーゴスラビア社会主義連邦共和国における地域の産業の拠点となった。1945年の都市一般開発計画の一部として、サラエヴォ西部にて現代へと続く町の区画が策定され、サラエヴォの都市域が拡大された。サラエヴォの成長がピークを迎えたのは1980年代の初期の、サラエヴォで冬季オリンピックが開催されたときであった。

### ボスニア・ヘルツェゴビナ紛争
ボスニア・ヘルツェゴビナ紛争におけるサラエヴォ包囲は、現代の戦争の中で最も長期にわたる都市包囲であった。包囲していたのはセルビア人勢力（スルプスカ共和国）のスルプスカ共和国軍 (VRS) と、ユーゴスラビア人民軍 (JNA) であり、1992年4月5日から1996年2月29日まで続いた。
サラエヴォ包囲は、ボスニア・ヘルツェゴビナ紛争の間に発生した都市包囲であり、ユーゴスラビアからの独立を宣言し、新しく組織されたばかりのボスニア・ヘルツェゴビナ政府の軍（ボスニア・ヘルツェゴビナ共和国軍; ARBiH）に対して、ボスニアのセルビア人の武装勢力（スルプスカ共和国軍）は丘の上に陣取ってサラエヴォを包囲した。セルビア人勢力は、新たに独立したばかりのボスニア・ヘルツェゴビナへの参加を拒否し、セルビア人による国家・スルプスカ共和国の樹立を目指していた。
その結果として、大規模な破壊と人的な被害を生み出した。包囲戦の過程で、12,000人以上が殺害され、50,000人以上が負傷したものと推測されている。死傷者の85%は軍人ではない市民であった。多くの市民が殺害されたり、移住を余儀なくされたことにより、1995年の時点での人口は紛争前の64%に相当する334,663人にまで減っていた。多くの市民が包囲された町から地下トンネル等を使って脱出した。また、サラエヴォのセルビア人市民の中には、セルビア人勢力支配地域へ逃げ込む者もいた。他方で、セルビア人勢力の占領下となった地域では、ボシュニャク人（ムスリム人）を主体とする非セルビア人の市民が殺害されたり、強制的に追放されるといった民族浄化が行われた。
2003年1月、旧ユーゴスラビア国際戦犯法廷の法廷では、スルプスカ共和国軍のサラエヴォ＝ロマニヤ軍団の第一司令官であったスタニスラヴ・ガリッチ（Stanislav Galić）は、サラエヴォに対する包囲と恐怖狙撃によって、人道に対する罪の罪を認定され、終身刑を言い渡された。罪状の中には、第1次マルカレ虐殺での罪も含まれていた。2007年、ガリッチに代わってサラエヴォ＝ロマニヤ軍団の指揮官となったセルビア人の将軍、ドラゴミル・ミロシェヴィッチ（Dragomir Milošević）は、第2次マルカレ虐殺を含む、サラエヴォの包囲と市民への恐怖狙撃によって有罪を認定され、懲役33年を言い渡された。法廷では、マルカレ市場は1995年8月28日に、サラエヴォ＝ロマニヤ軍団の地点から120mm迫撃砲弾で砲撃されたものと認定された。

### ボスニア・ヘルツェゴビナ紛争終結後
サラエヴォの復興開発はデイトン合意が結ばれた1995年11月以降に始まった。
2003年の時点で、町のほとんどの部分は再興されるか再開発され、紛争による目に見える破壊された建物の痕跡は町の中心ではわずかとなった。第二次世界大戦時に使用された砲弾筒が発掘され、サラエヴォにて洗浄・装飾され、工芸品として売られている。現代的なオフィス・ビルディングや高層建築物が各地で建設されている。

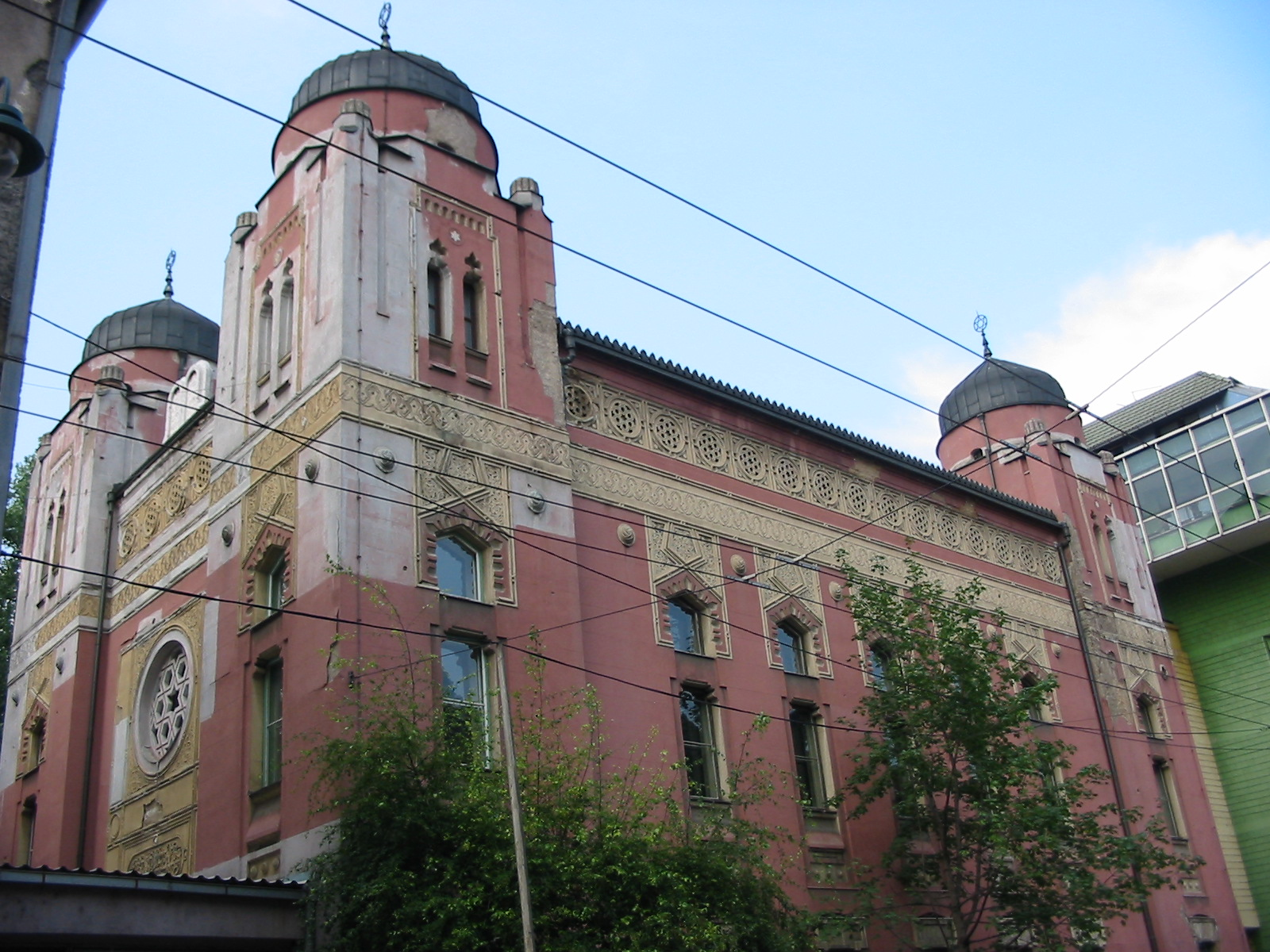
ユダヤ教のシナゴーグ、サラエヴォ・シナゴーグ (Sarajevo Synagogue)。
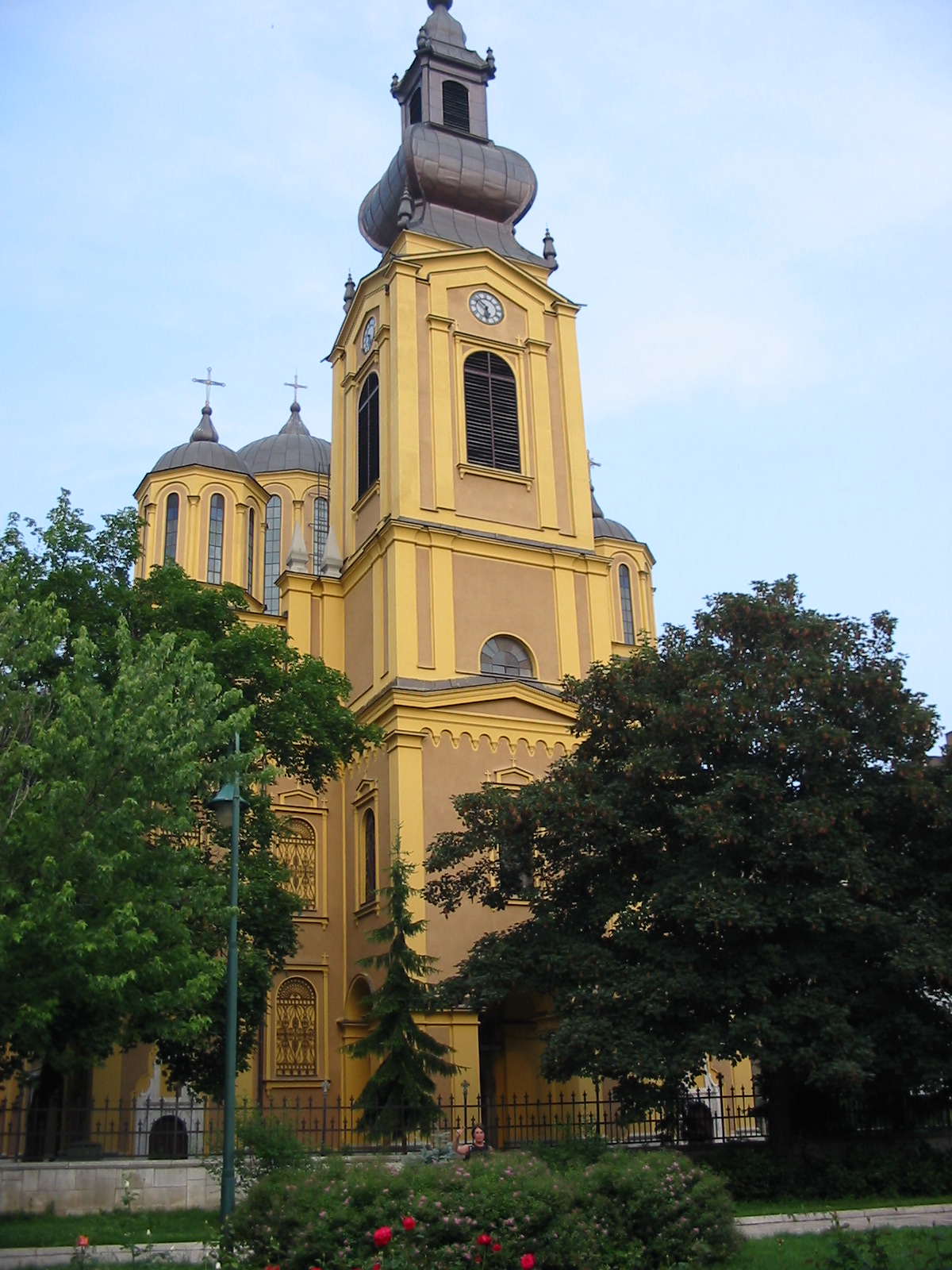
セルビア正教会のサラエヴォ大聖堂（生神女誕生大聖堂）
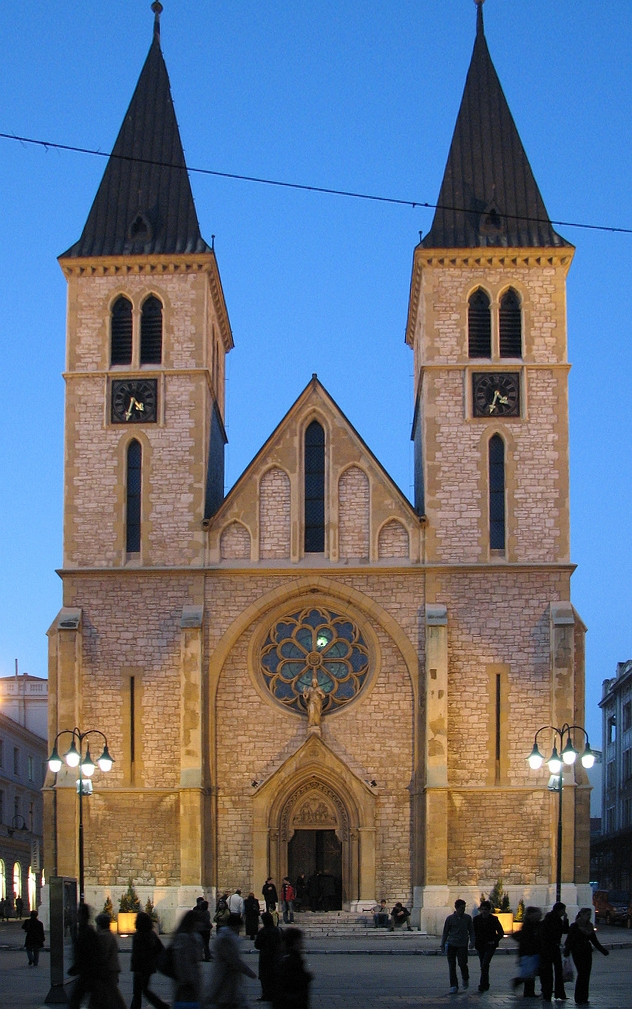
カトリック教会のサラエヴォ大聖堂（イエスの聖心大聖堂）
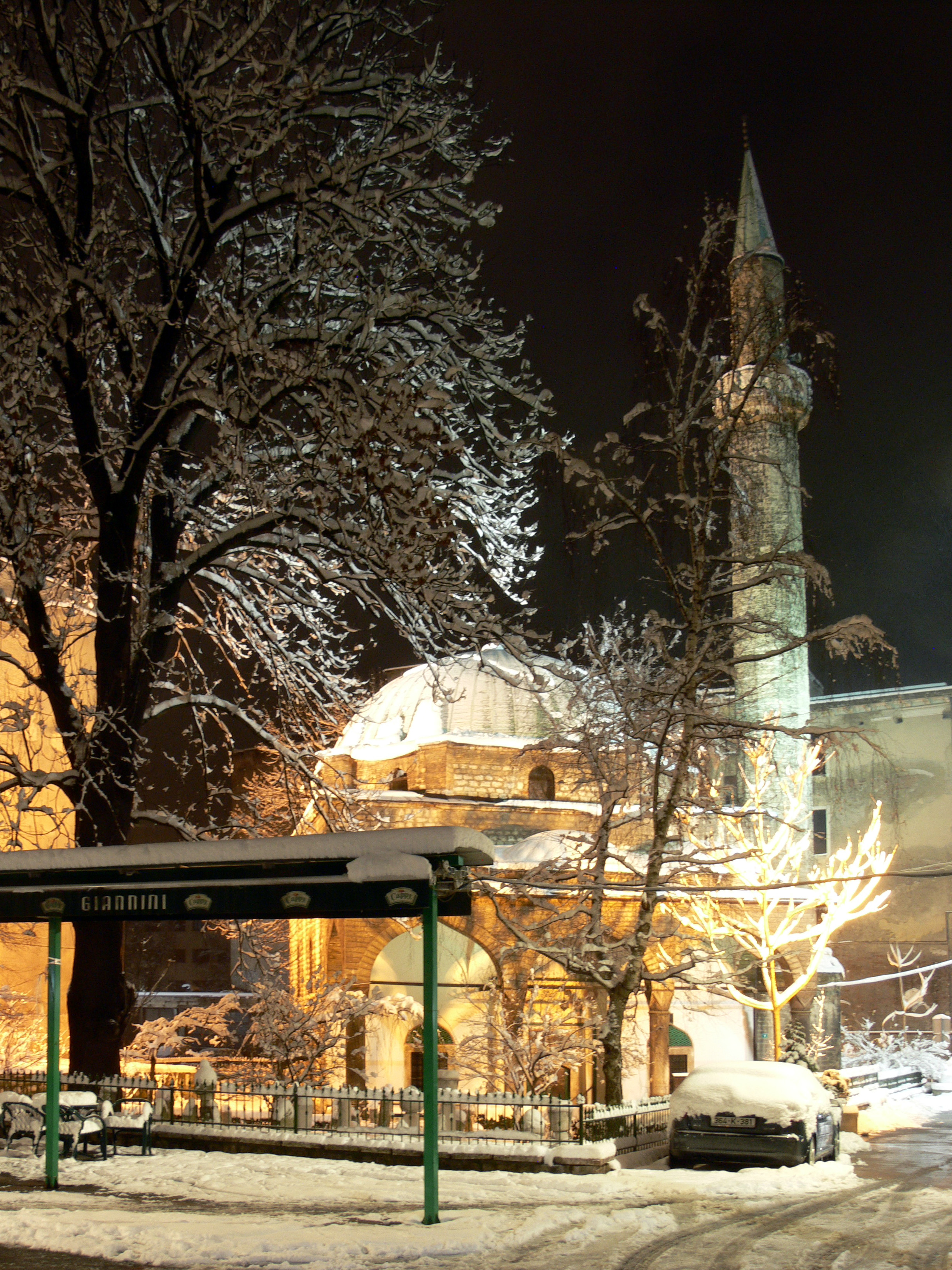
フェルヘド＝ベゴヴァ・モスク (Ferhad-begova)。サラエヴォにある168のイスラム教のモスクのうちの一つ

## 政治

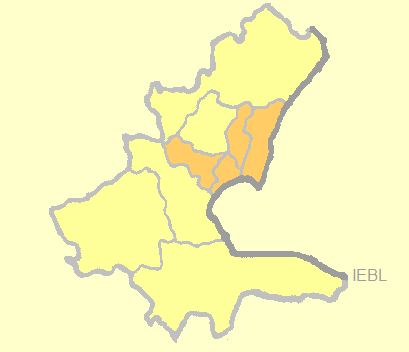
サラエヴォを構成するサラエヴォ県内のツェンタル、ノヴィ・グラード、ノヴォ・サラエヴォ、スタリ・グラードの4つの自治体

サラエヴォはボスニア・ヘルツェゴビナの首都である。また、ボスニア・ヘルツェゴビナを構成する2つの構成体（エンティティ）のうちの1つであるボスニア・ヘルツェゴビナ連邦の首都でもあり、またサラエヴォ県の県都でもある(イストチノ・サラエヴォ)。また、ボスニア・ヘルツェゴビナのもう1つの構成体であるスルプスカ共和国の法律上の首都でもある（スルプスカ共和国の事実上の首都はバニャ・ルカである）。国家、構成体、県はそれぞれ独自の議会と裁判所をサラエヴォの町の中に持っている。これに加えて、多くの外国の在外公館がサラエヴォに置かれている。
サラエヴォは4つの基礎自治体（オプシュティナ）からなっており、それぞれの自治体は独自の自治体政府を持っている。4つの自治体はまた、合同で独自の憲法を持ったサラエヴォ市政府を構成している。サラエヴォの行政府 (Gradska Uprava) は1人の市長と2人の副市長、そして内閣によって構成されている。立法府は市議会 (Gradsko Vijeće) である。市議会には28人のメンバーがいて、うち1人の議長、2人の副議長、1人の書記官を含む。議員はそれぞれの自治体から、概ね人口比率に従って選出される。市政府にはまた司法府もあり、ボスニア・ヘルツェゴビナ上級代表の「上級司法検察委員会」で定められた紛争後の法体系に基づいている。
サラエヴォを構成する基礎自治体は、更に地域共同体 (Mjesne zajednice) に分かれている。地域共同体はサラエヴォの行政のごく一部を担っており、一般市民が市の行政に参加する機会を持たせることをその主目的としている。地域共同体は街の街区を基盤としている。
ボスニア・ヘルツェゴビナの議会はサラエヴォにおかれており、ボスニア・ヘルツェゴビナ紛争において大きな損害を受けている。その損害の影響で、業務を遂行するために、人員や文書は付近にある地上階のオフィスに移動された。議会の復興は2006年末に始められ、2007年に完了した。復興費用の80%はギリシャ・バルカン復興プログラム（ESOAV）を通してギリシャ政府から拠出され、20%はボスニア・ヘルツェゴビナ政府が負担した。

## 経済

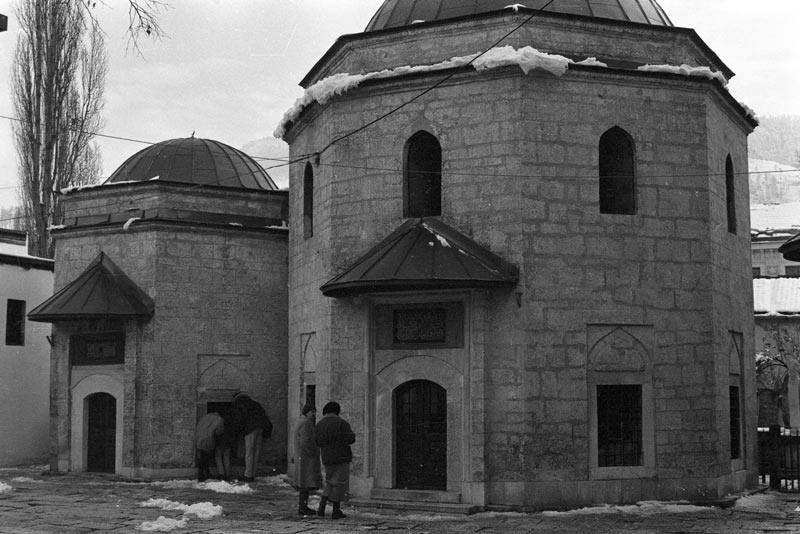
ガジ・フスレヴ＝ベグ（Gazi Husrev-beg）の墓。

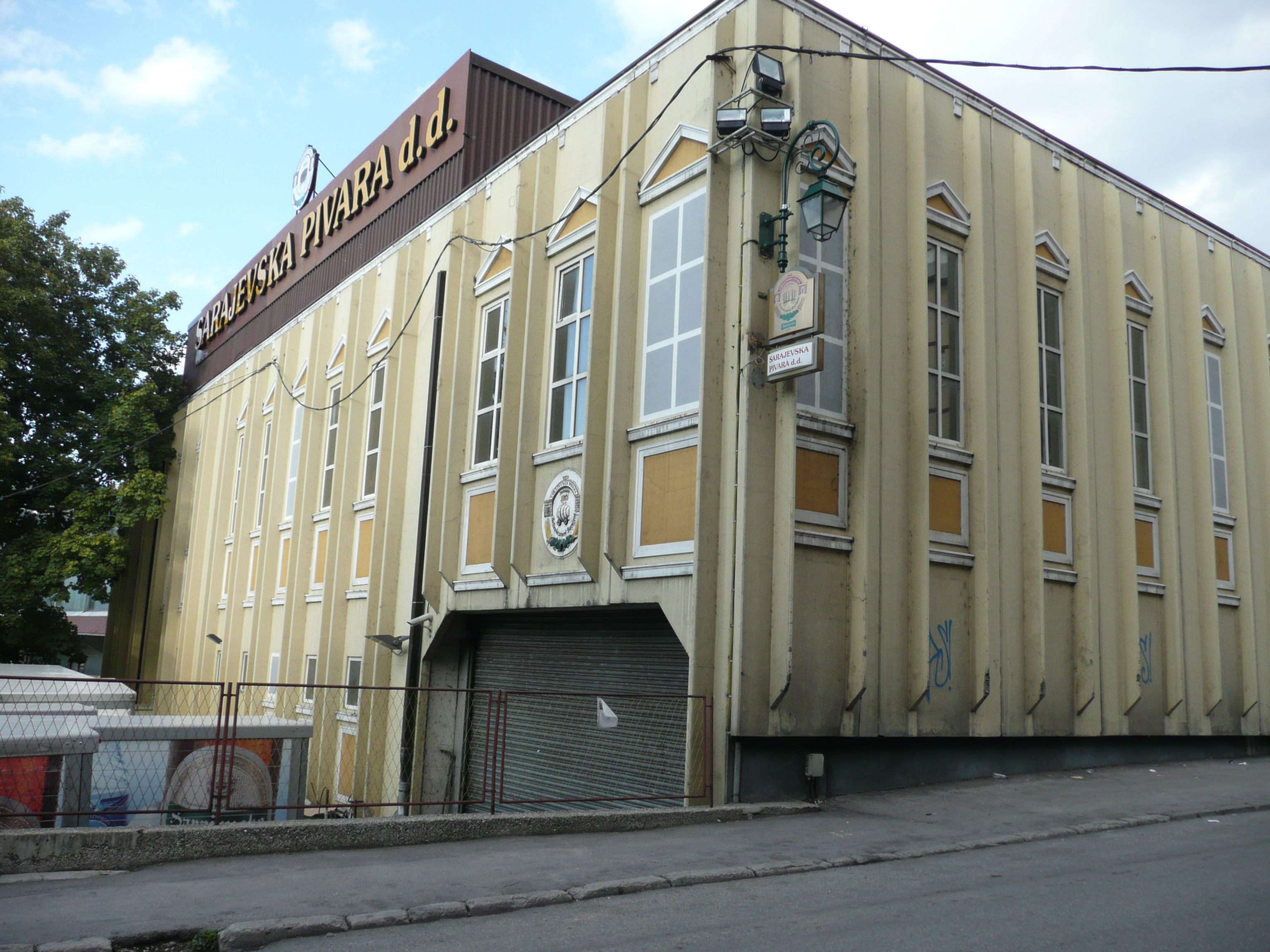
サラエヴォ・ビール醸造所（Sarajevska Pivara）

紛争後の年月がたつと、サラエヴォの経済は復興・回復プログラムの対象となった。サラエヴォの経済拠点のうち、ボスニア・ヘルツェゴビナ中央銀行は1997年にサラエヴォで開業し、サラエヴォ証券取引所は2002年に取引を開始した。サラエヴォの重要な生産、行政、観光産業は、巨大な地下経済に結びついている。サラエヴォはボスニア・ヘルツェゴビナで最大の経済活動の拠点となっている。
共産主義時代、サラエヴォは重要な産業の中心地であった。紛争後のサラエヴォの生産業には、タバコ、家具、衣類、自動車、通信機器などがある。サラエヴォに本社を置く会社には、B&H航空、BHテレコム（BH Telecom）、ボスマル（Bosmal City Center）、ボスナリイェク（Bosnalijek）、エネルゴペトロル（Energopetrol）、サラエヴォ・タバコ製造（Sarajevo Tobacco Factory）、サラエヴォ・ビール醸造所（Sarajevska Pivara）などがある。これらはいずれも、ボスニア・ヘルツェゴビナで業界最大手の企業である。ユーゴスラビア時代の1981年当時、サラエヴォのGDPはユーゴスラビア平均の133%であった。2011年現在、サラエヴォのGDPはボスニア・ヘルツェゴビナ中央銀行によるとおよそ167億6000万ドルのボスニア・ヘルツェゴビナのGDPの37%を占めている。
また、観光もサラエヴォの経済において重要な産業となっている。サラエヴォの観光客数は2011年には256,628人を記録し、2010年との比較では10.8%伸びており延べ宿泊日数は504,929日でこちらは2010年との比較では12.9%の伸びであった。ボスニア・ヘルツェゴビナ国内からの観光客が20.3%を占め、国外からの観光客が79.7%を占めている。国外からの観光客のうち、一番大きな割合を占めるのはクロアチアからの観光客で17.9%を占め、次いでトルコが12.3%、スロベニアが7.4%、セルビアが5.5%、ドイツが4.4%であった。アメリカやイギリスからの観光客数も大きく伸びている。

## 観光
サラエヴォは前述の通り観光産業が盛んである。2006年のロンリープラネットの「世界の都市」ランキングでは、43位にランクインしている。
スポーツ関連の観光産業では、かつての1984年サラエボオリンピックの設備、特に、付近のビイェラシュニツァ山、イグマン山、ヤホリナ山、トレベヴィチ山、トレスカヴィツァ山のスキー施設を用いている。
サラエヴォの歴史や文化は、東西それぞれの帝国の影響を強く受けており、サラエヴォ観光の魅力となっている。サラエヴォは数世紀にわたって旅行者を受け入れ続けている。これは、サラエヴォがオスマン帝国とオーストリア＝ハンガリー帝国の交易の拠点であったことによる。
サラエヴォの観光のみどころの一例を挙げれば、ボスナ川の源泉があるヴレロ・ボスネ公園、カトリック教会のイエスの聖心大聖堂、ガジ・フスレヴ＝ベグ・モスク（Gazi Husrev-beg's Mosque）などがある。サラエヴォの観光産業は主に歴史的、宗教的、そして文化的な要素に基づくものである。

### ガジ・フスレヴ＝ベグ・バザール

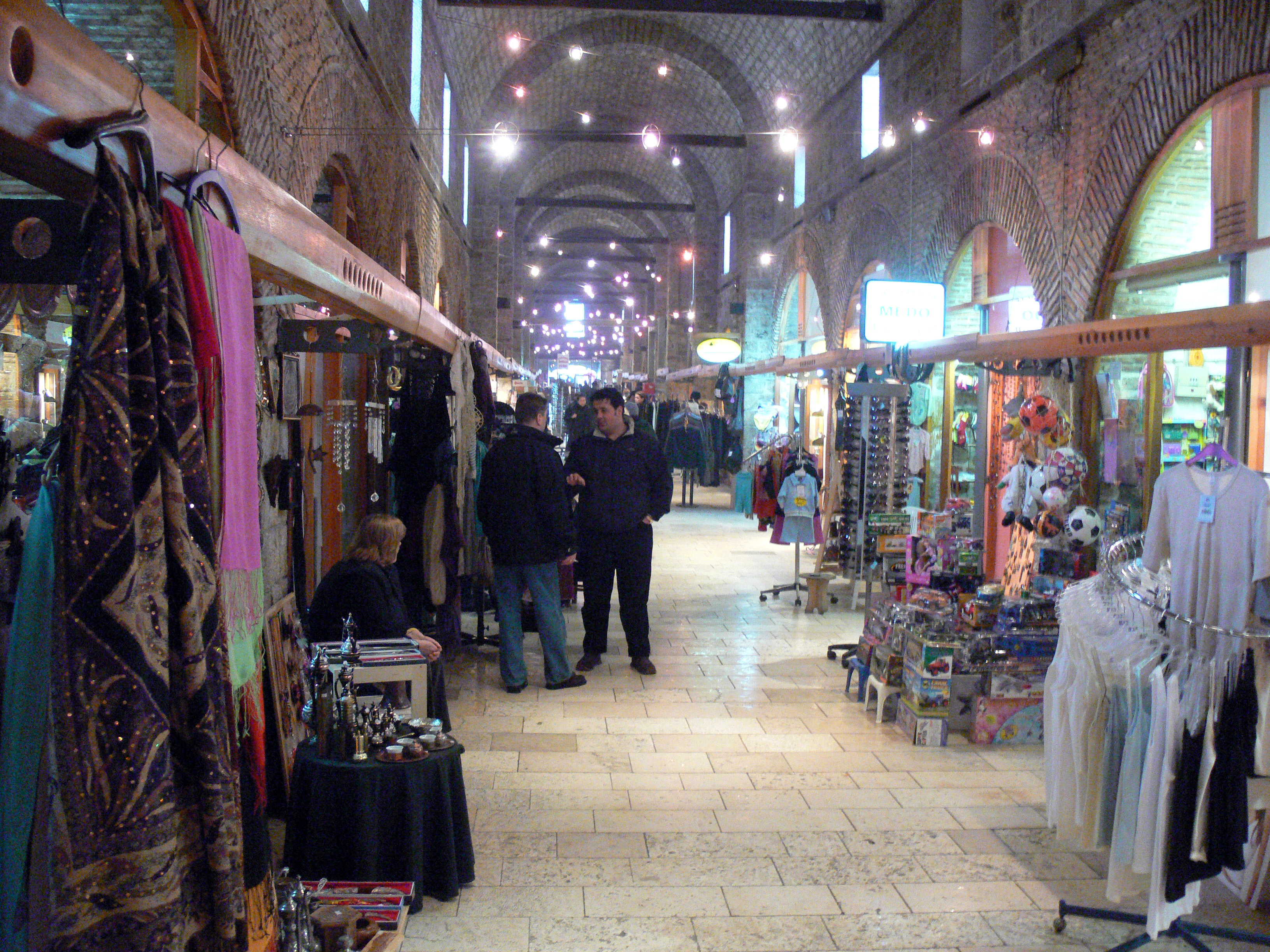
屋根のついたバザール

ガジ・フスレヴ＝ベグ・バザール（Gazi Husrev-begov bezistan）は、1542年から1543年にかけてガジ・フスレヴ＝ベグによって建設された、屋根で覆われた市場である。設計に携わったのはラグーサの職人たちである。長さ109メートルにわたって、50を超える店舗が立ち並んでいる。

### ガジ・フスレヴ＝ベグ・モスク

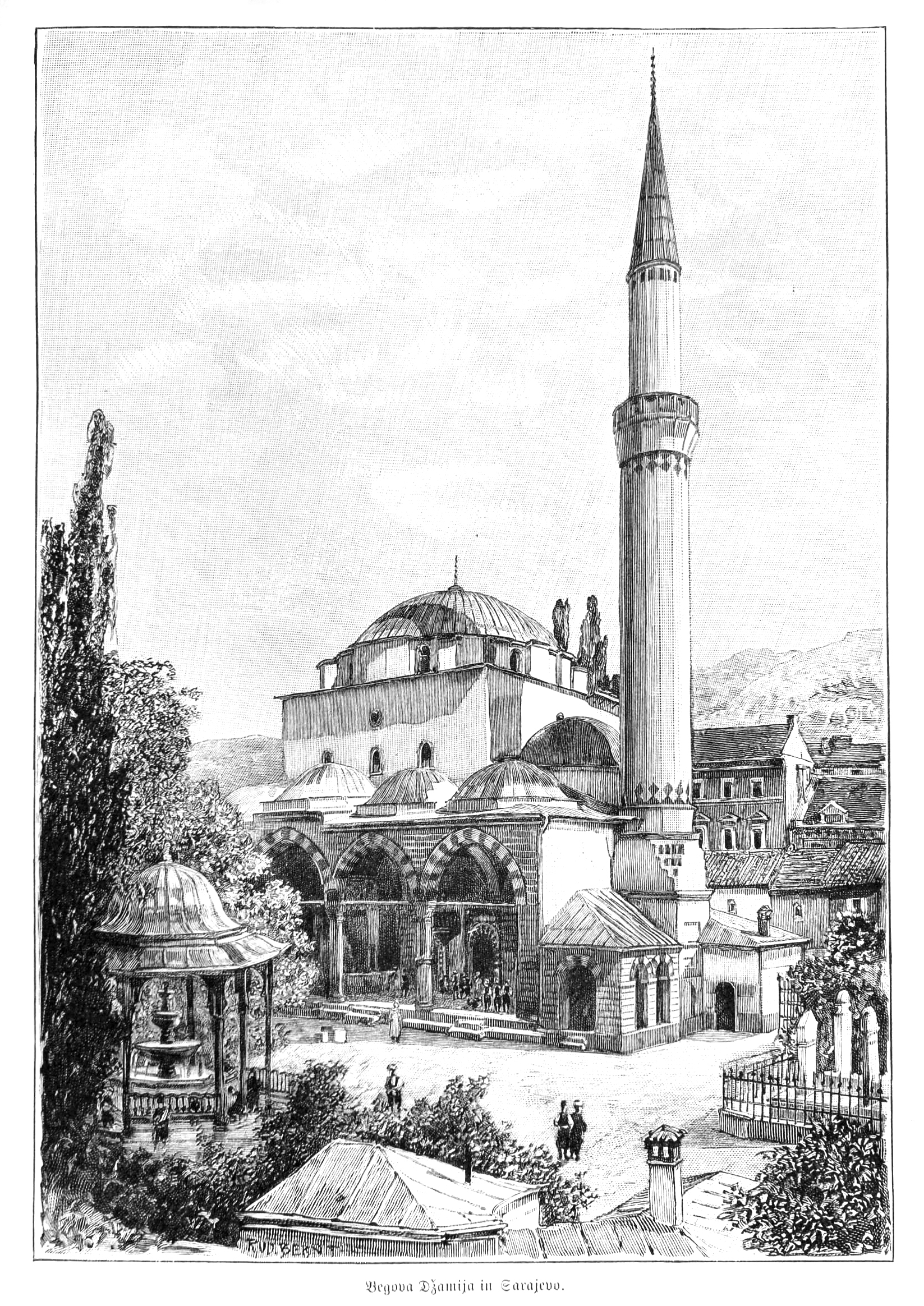
1900年ごろに描かれたガジ・フスレヴ＝ベグ・モスク。
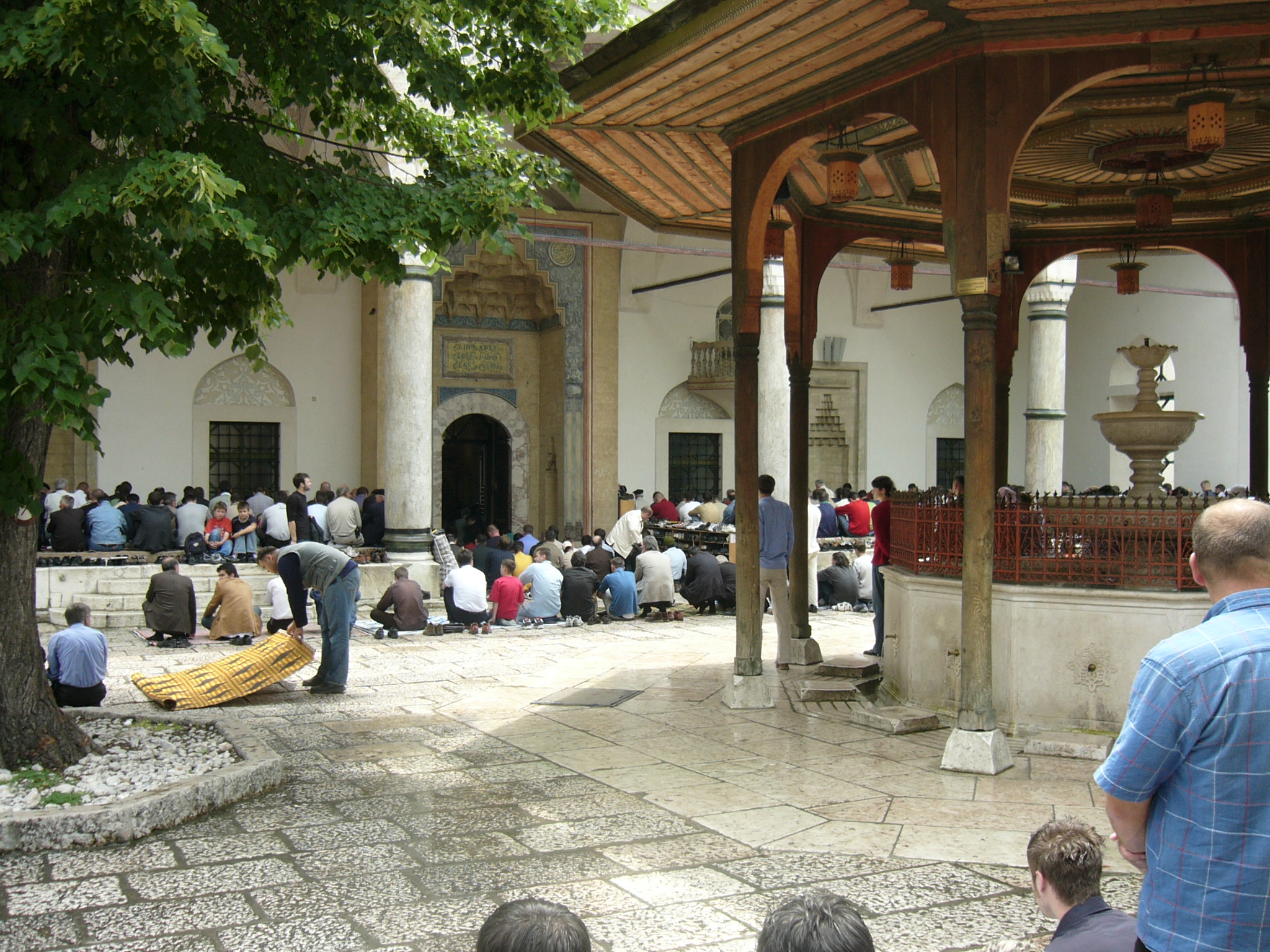
モスクの庭の様子

ガジ・フスレヴ＝ベグ・モスクは、ガジ・フスレヴ＝ベグ（Gazi Husrev-beg）によって1531年に建てられたモスクであり、美しいオスマン建築の建築物である
。モスクを設計したのはミマール・スィナンであり、スィナンはヴィシェグラードのソコルル・メフメト・パシャ橋や、イスタンブールのスレイマニエ・モスクを設計した人物である。
ボスニア・ヘルツェゴビナ紛争のとき、モスクはボシュニャク人の象徴として攻撃対象とされ、サラエヴォ包囲ではガジ・フスレヴ＝ベグ・モスクも大きく損傷を受けた。紛争終結後の1996年から修復が始まった。しかしながら、このときの修復資金にはサウジアラビアからのものが多く、修復に際してはワッハーブ派の影響を受けた。修復後のモスクからは色彩や装飾的な要素は取り払われ、白を基調とした質素なつくりとなった。2000年から、モスクを紛争前の姿に戻すための、完全な修復の作業が始まった。単に「ベグのモスク」（Begova džamija）とも通称される。

### バシュチャルシヤ

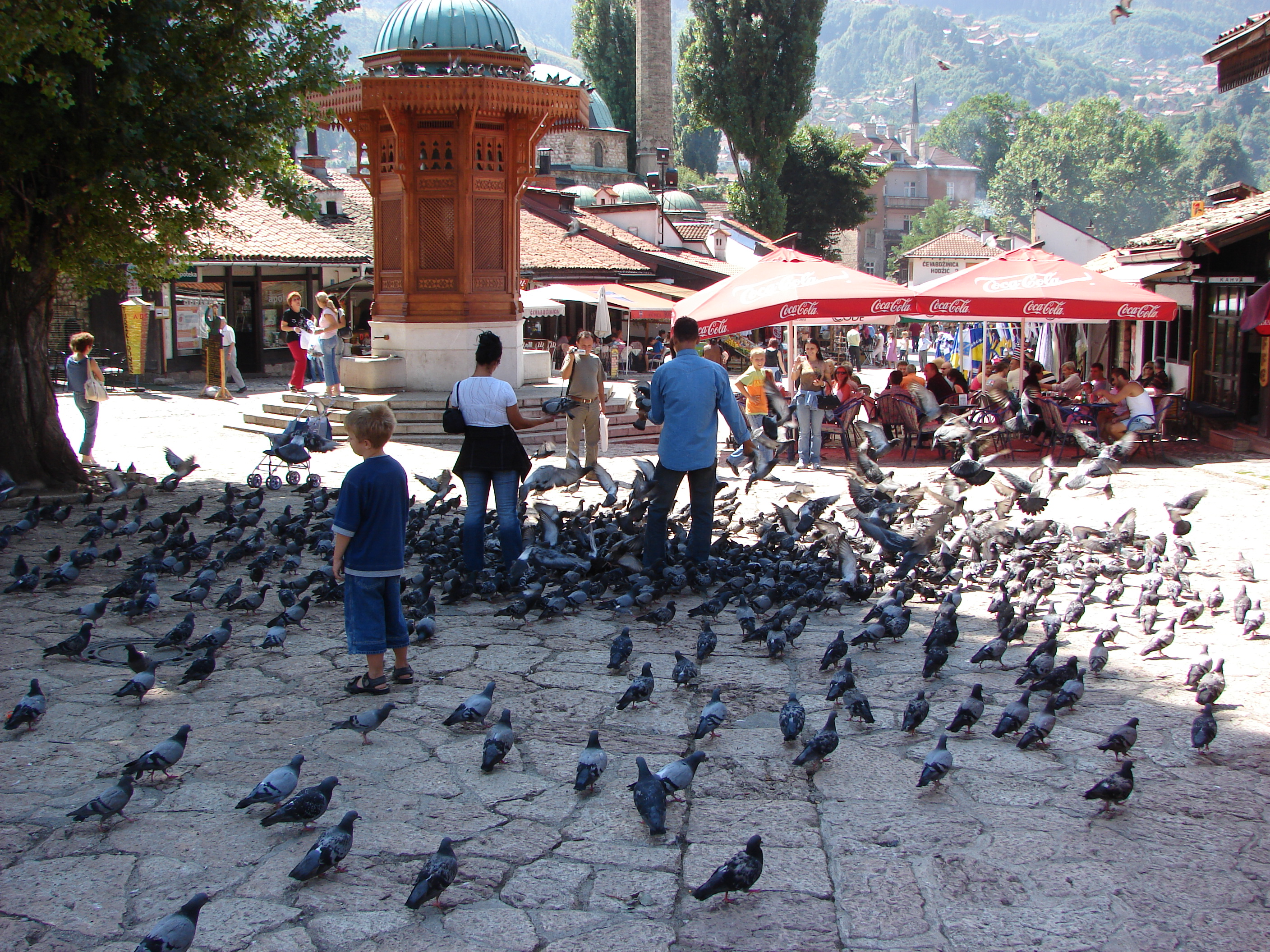
バシュチャルシヤの様子。左に写っているのはセビリ
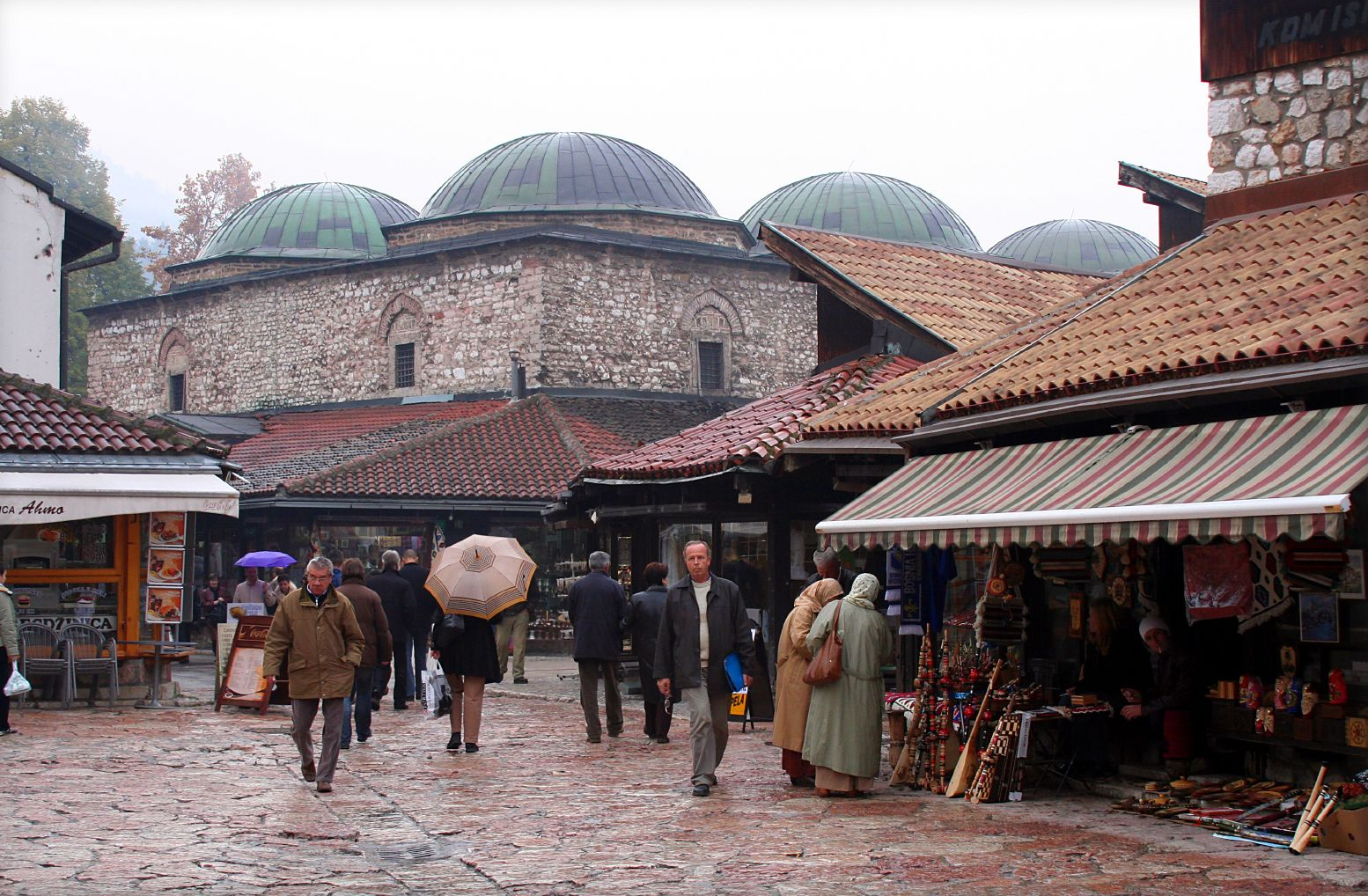
バシュチャルシヤの町並み。中央はブルサ・バザール
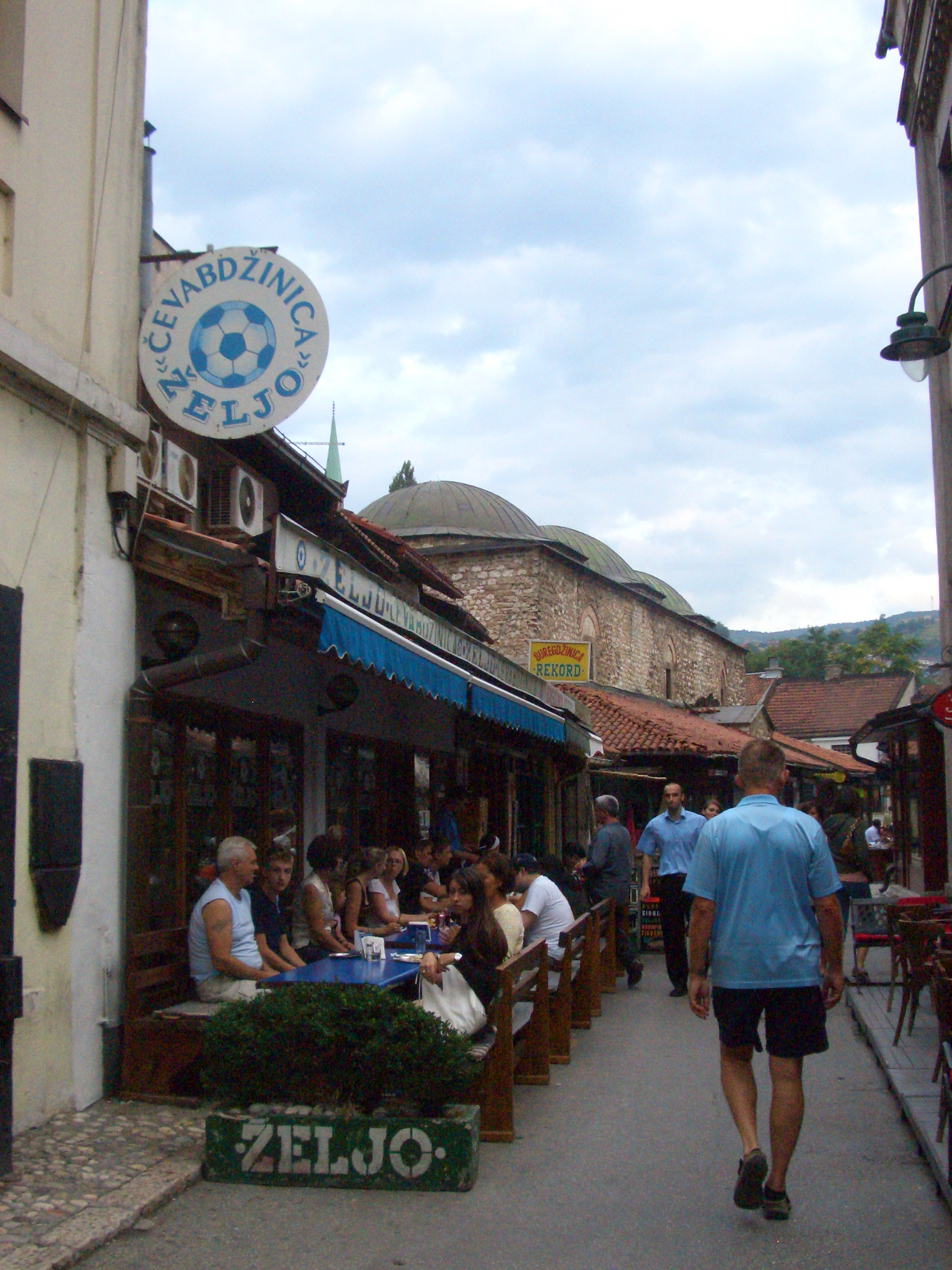
バシュチャルシヤにあるレストラン
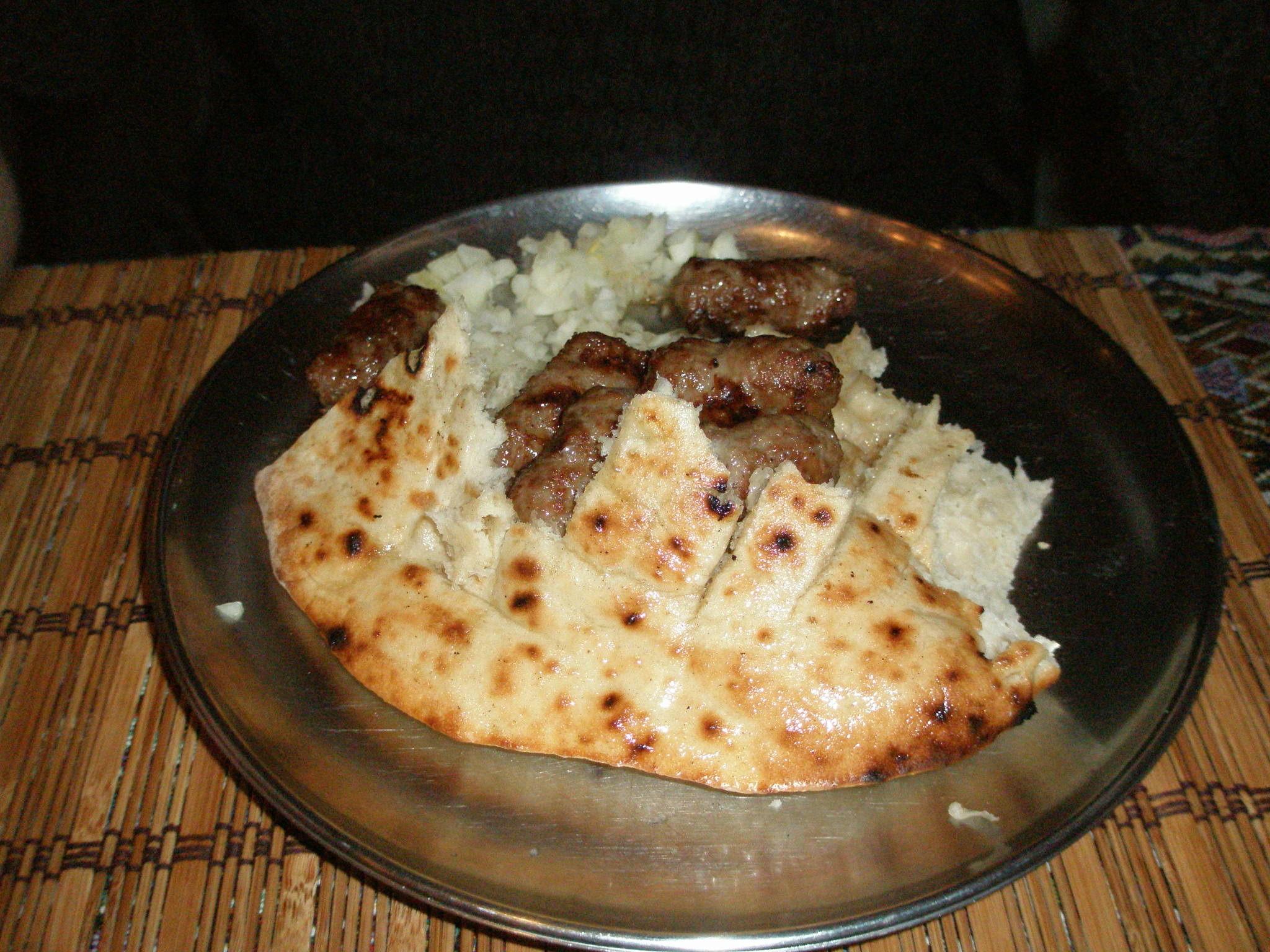
サラエヴォの名物料理の一つであるチェヴァプチチ

バシュチャルシヤは、サラエヴォの旧市街のメイン・ストリートで、16世紀にアラブのスークをモデルに建造された商業地区であった。バシュチャルシヤでは金属細工や陶磁器、宝石などが売買されていた。バシュチャルシヤには、1551年にルステン・パシャ（Rustem pasha）によって建てられたドーム状の屋根がついたブルサ・バザール（Brusa bezistan）もある。ここでは、トルコのブルサから持ち込まれた絹製品が売られていた。また、1891年に建てられ、サラエヴォの代表的なシンボルとなっているセビリ（Sebilj）は独特の形状をした水汲み場で、バシュチャルシヤの中央に位置している。その名前は、アラビア語で「道」を意味する「Sebil」に由来している。

### ラテン橋

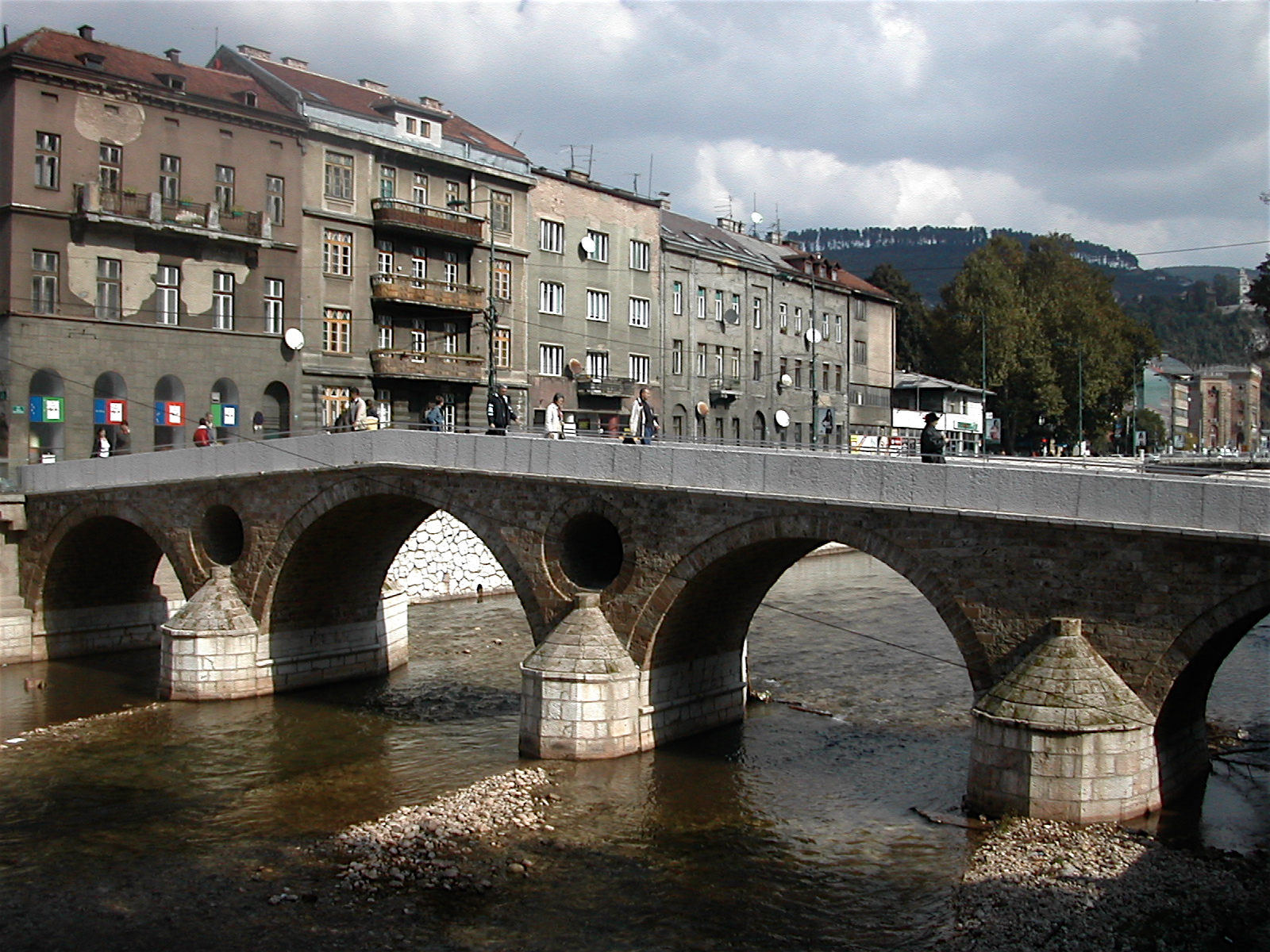
ラテン橋。サラエヴォ暗殺事件の現場。

ラテン橋は、オーストリア＝ハンガリー帝国の帝位継承者フランツ・フェルディナント大公夫妻が、ガヴリロ・プリンツィプに殺害された（そのため一時プリンツィプ橋と呼ばれた）、サラエヴォ事件の現場となった橋である。かつて木造だった橋は水害によって破壊され、1798年に再建された。1914年、この橋の北で、大公夫妻が暗殺され、第一次世界大戦のきっかけとなった。橋はユーゴスラビアの愛国主義を記念し、プリンツィプ橋と改称されたが、ユーゴスラビア崩壊後にその呼称はかつてのラテン橋に戻された。

### セルビア正教会の大聖堂

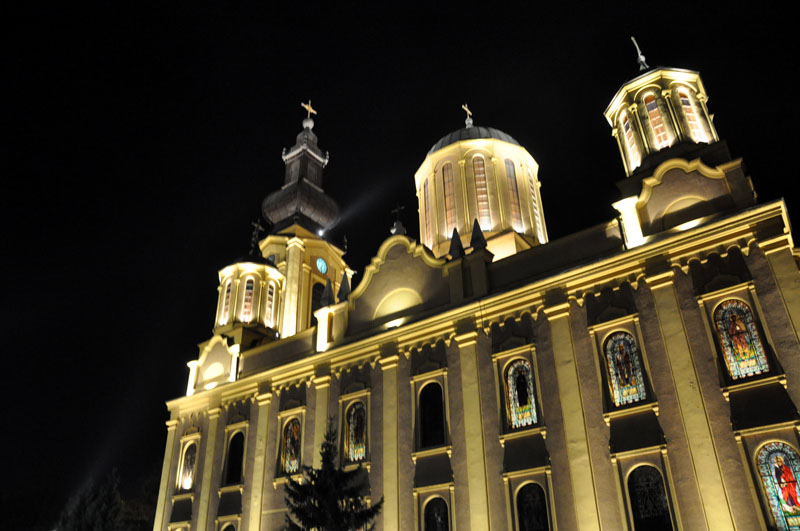
セルビア正教会の生神女誕生大聖堂

サラエヴォのセルビア正教会の大聖堂は、正式名称を「生神女誕生大聖堂」と言い、生神女（聖母マリア）の誕生を記念する大聖堂である。サラエヴォの正教徒のために1863年から1868年にかけて建造された。聖堂は3つのバシリカと、十字架を備えた5つのドームを有している。

### カトリック教会の大聖堂
サラエヴォのカトリック教会の大聖堂は、正式名称を「イエスの聖心大聖堂」といい、ボスニア・ヘルツェゴビナで最大のカトリックの大聖堂であり、イエス・キリストの聖心を記念するものである。1884年から1889年にかけて建造された、ゴシック風の建築である。その入り口の上の窓のデザインは、サラエヴォ県の県旗や県象に描かれ、またロマネスク風の2本の塔はサラエヴォの市旗や市章に描かれている。

### イナト・クチャ
オーストリア＝ハンガリー帝国がサラエヴォを含むボスニア・ヘルツェゴビナを支配していた時代の1914年、帝国はサラエヴォの旧市街に市役所と図書館のための土地を求めた。その予定地には2つのハマムとともに1つの家があり、その所有者に売却を求めたものの、所有者はそれを拒み続けた。帝国当局が所有者を脅迫するに至り、ようやくその所有者はその土地を立ち退き、当局への遺恨の意思を示すため、家を解体して一片一片移動させ、ミリャツカ川の対岸に家を再建した。この家は、「遺恨の家」を意味する「イナト・クチャ」（Inat kuća）の名でレストランとして営業されている。

### アリ＝パシャ・モスク
アリ＝パシャ・モスクは、ハディム・アリ＝パシャ（Hadim Ali-pasha）の遺言に基づき、アリの遺産によって1560年から1561年にかけて建造されたモスクである。アリは自らの遺産を使って、自分の墓の隣にモスクを建てることを望んでいた。ボスニア・ヘルツェゴビナ紛争では大きく損害を受けたものの、終戦後は段階的に修復作業が進められている。

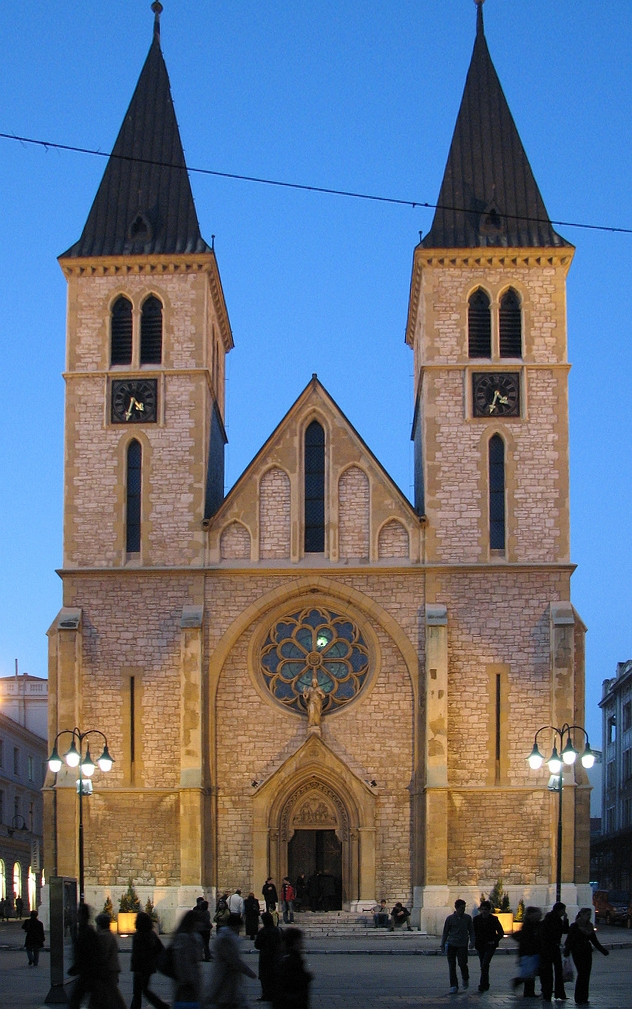
カトリック教会のイエスの聖心大聖堂
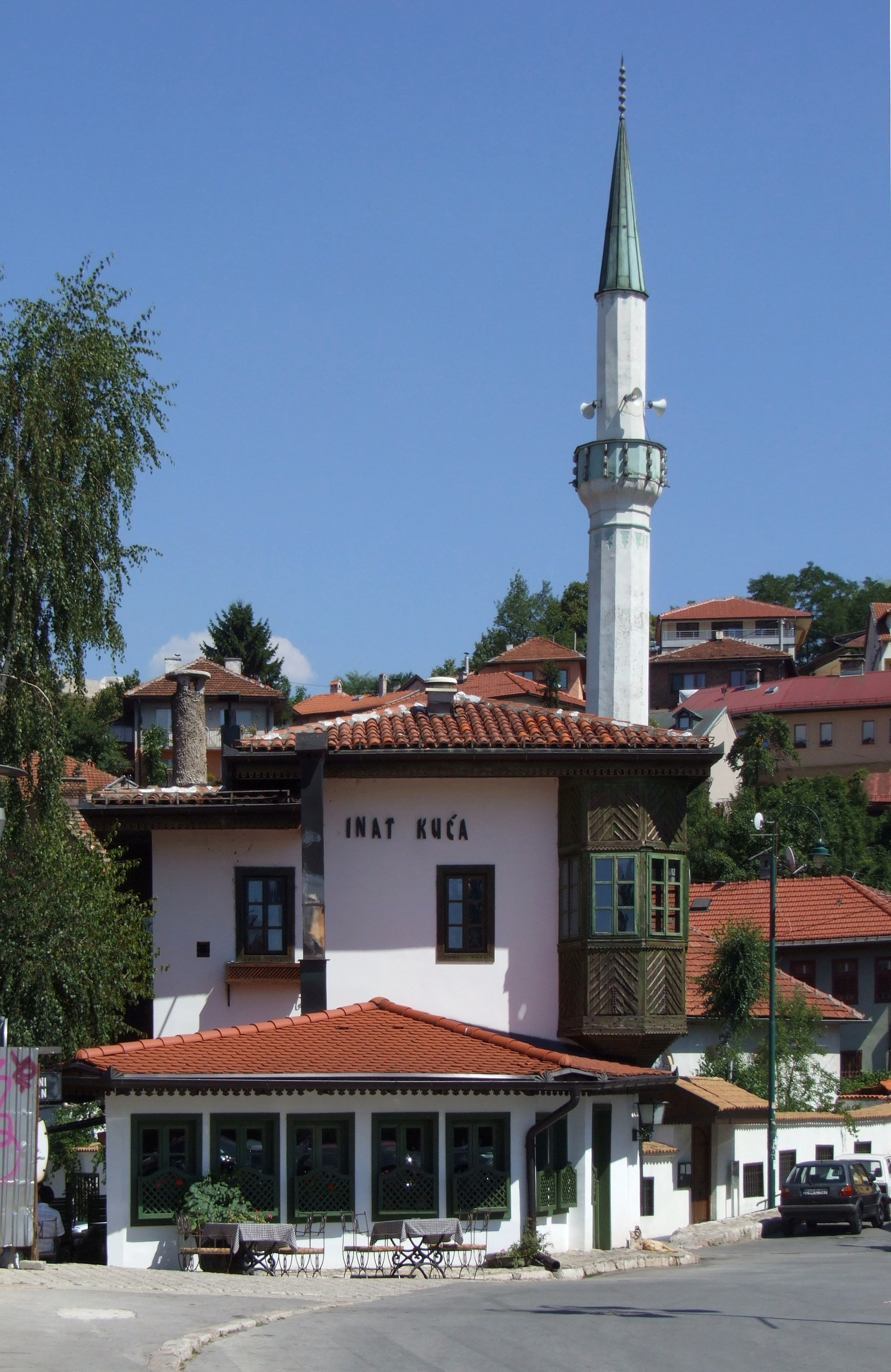
バシュチャルシヤの近くにあるイナトクチャ
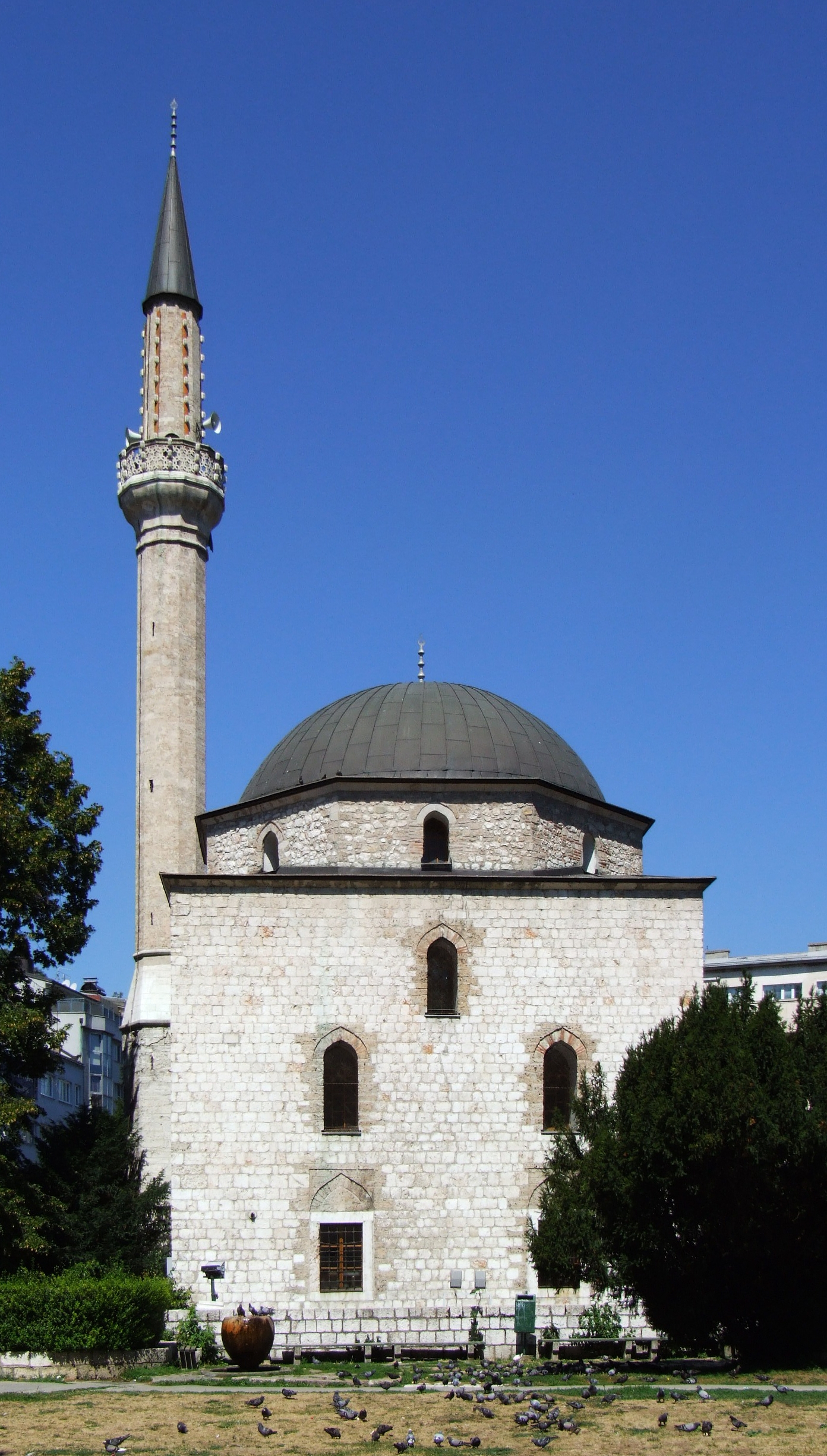
ツェンタルにあるアリ・パシャ・モスク

## 人口動態
著名な個人については「サラエヴォ出身の人物」節を参照のこと。

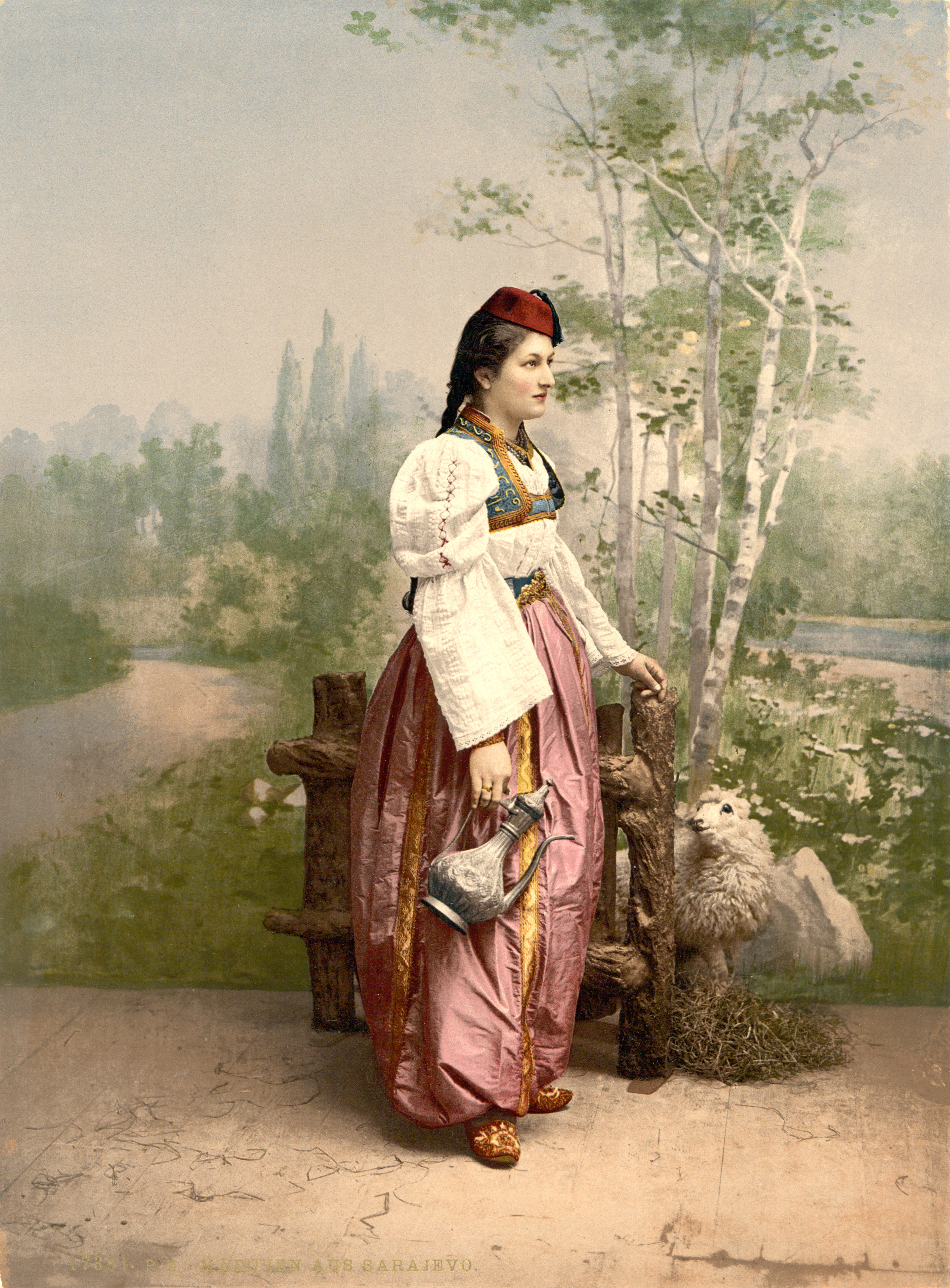
ボスニアの民族衣装を身に着けた、19世紀末のサラエヴォの若い女性／袋のように膨らんだズボン "dimije" を穿いている。1890年頃と1900年頃の間にスタジオ撮影された観光カタログ用写真。モノクロ写真のネガフィルムから版を起こして多色刷で彩色したフォトクロームの印刷物。

直近の2013年の国勢調査によると、サラエヴォ県の人口は413,593人であった。前回1991年の国勢調査では、サラエヴォ市の人口は527,049人で、このうちサラエヴォ市街の人口は416,497人であった。サラエヴォを含むボスニア・ヘルツェゴビナでは、戦争によって大規模に人口が流動し、その多くが2008年の時点でいまだに帰還できていない。
紛争によって大規模に街の民族的・宗教的な特徴は塗り替えられた。サラエヴォは何世紀にもわたって多文化都市であり、「ヨーロッパのエルサレム」と呼ばれることもあった。紛争直前の1991年の時点で、ボシュニャク人はサラエヴォの人口の49%を占め、次いで、主に正教会に属するセルビア人が34 %、主にカトリック教会に属するクロアチア人が7%であった。

## 通信とメディア
ボスニア・ヘルツェゴビナの首都として、サラエヴォはボスニア・ヘルツェゴビナの多くのニュース・メディアが拠点としている。通信と放送の設備のほとんどは紛争によって破壊されたものの、終戦後にボスニア・ヘルツェゴビナ上級代表局による支援のもとで復興された。たとえば、サラエヴォでは、インターネットは1995年に初めて使用可能となった。
オスロボジェニェ（Oslobođenje、「解放」）は1943年に創設され、紛争後のサラエヴォで運営期間が最も長く、紛争を生き延びることのできた唯一の新聞であった。しかし、発行部数では1995年創刊のドネヴニ・アヴァズ（Dnevni Avaz、日刊「声」）や、ユタルニェ・ノヴィネ（Jutarnje Novine、「朝のニュース」）に追い越された。その他に地元で定期的に発行される新聞としては、クロアチア語の新聞フルヴァツカ・リイェチ（Hrvatska riječ）や、ボスニア語のスタルト（Start）、週刊誌のスロボダナ・ボスナ（Slobodna Bosna、「ボスニア解放」）、BHダニ（BH Dani「BHの日々」）などがある。ノヴィ・プラメン（Novi Plamen）は月刊誌であり、左翼思想を代表している。
ボスニア・ヘルツェゴビナ公共放送サービスは、サラエヴォの公共放送局であり、ボスニア・ヘルツェゴビナの3つある公共放送のうちのひとつである。その他にサラエヴォに本拠地を置く放送局は、NRTV “Studio 99”、NTV Hayat、Open Broadcast Network、TV Kantona Sarajevo、Televizija Alfaがある。このほかに多くの小規模な独立ラジオ局があり、Radio M、Radio Stari Grad、Studentski eFM Radio、Radio 202、RSGなどがある。ラジオ・フリー・ヨーロッパや、その他の欧米各国の放送も展開されている。

## 交通輸送

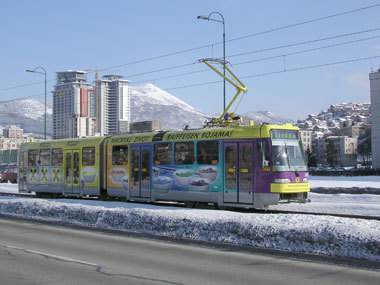
サラエヴォはヨーロッパで初の終日（朝から夜まで）運行している路面電車が導入された街である。路面電車はそのあとも時代に合わせて改良が進められている。

サラエヴォは山に囲まれた渓谷に位置しており、街は小さくまとまっている。狭い路地と駐車場の不足によって、街への自動車の進入は制限され、歩行者や自転車にとっては恵まれた環境になっている。街の2つの主要な通りはヨシップ・ブロズ・チトーの名を冠するティトー通りと、東西を結ぶズマイ・オド・ボスネ（ボスニアのドラゴン、Husein Gradaščević）・ハイウェーがある。欧州高速道路のCorridor 5Cは、サラエヴォの街を北はブダペスト、南はプロチェ（Ploče）へと結んでいる。
路面電車は1885年から運行しており、サラエヴォで最古の公共交通機関である。サラエヴォには7本の路面電車の路線と、5本のトロリーバスの路線があり、また多くのバス路線がある。サラエヴォで主要な鉄道の駅は、街の中北部に位置している。この鉄道駅からは、西にむけて多くの場所に路線が枝分かれしており、街の工業地帯などとも結ばれている。サラエヴォは21世紀にはいり、産業の刷新が進んでおり、多くの高速道路や通りの改修、路面電車の現代化、新しい橋や道路の建設が進められている。
サラエヴォ国際空港、あるいはブトミル空港（Butmir）はサラエヴォの街から南西に数キロメートルのところに位置している。紛争中、空港は国際連合と人道的支援のために使用された。1996年にデイトン合意が結ばれてからは、空港は民間による使用を受け入れている。2006年、534,000人の旅客がサラエヴォ空港を利用した。その10年前の1996年、旅客の利用はわずかに25,000人であった。

## 文化

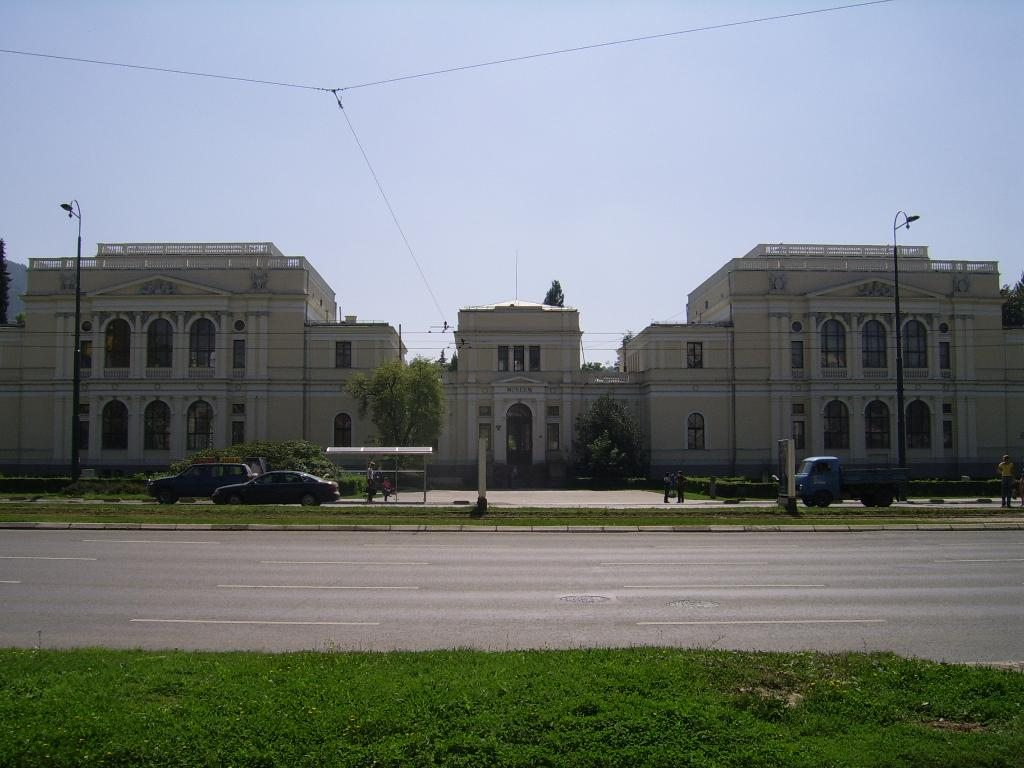
ボスニア・ヘルツェゴビナ国立博物館

サラエヴォは多くの異なる宗教が共存してきており、街の文化を多様なものとしている。ボスニアのムスリム、正教徒、カトリック教徒、ユダヤ人は互いに同じ街に住みながら、それぞれ独自のアイデンティティを維持し続けてきた。しかし、紛争後はムスリムの人口比率が高まった。紛争後の年月が経過するにつれ、すこしずつ街を去った人々の帰還も進んでいる。また、東アジアからの移民も増加している。
サラエヴォには多くの博物館がある。その中には、サラエヴォ博物館、アルス・アエヴィ現代美術館（Ars Aevi）、ボスニア・ヘルツェゴビナ博物館（en、1988年に開設され、サラエヴォ・ハッガーダー（Sarajevo Haggadah）を所有）、ボスニア・ヘルツェゴビナ歴史博物館、ボスニア・ヘルツェゴビナ文学・芸術博物館などがある。
サラエヴォには、1919年に設立されたボスニア・ヘルツェゴビナ国立劇場もある。また、サラエヴォ青年劇場もある。その他の文化的施設としては、サラエヴォ文化センター、サラエヴォ市図書館、ボスニア・ヘルツェゴビナ・アート・ギャラリーなどがある。ボシュニャク協会（Bosniak Institute）は、ボシュニャク人の歴史に焦点をあてた私有の図書館と美術コレクションである。
紛争に関連する破壊によって、そして復興開発のなかで、複数の施設や文化的・宗教的象徴が失われた。その中には、ガジ・フスレヴ＝ベグ図書館や、国立図書館、サラエヴォ・オリエンタル協会、1984年サラエボオリンピックに関する博物館などがあった。その後、各層の政府によって文化財保護の法律と機関が設けられた。サラエヴォで文化的遺産の保護を受け持つ機関となっているのは、ボスニア・ヘルツェゴビナ文化的・歴史的・自然遺産保護協会、およびボスニア・ヘルツェゴビナ国立記念物保存委員会である。
歴史的に、サラエヴォはオスマン帝国時代、複数のボスニアの詩人や思想家の故地となった。ノーベル賞受賞者のウラジミール・プレローグはこの街の出身である。また、アカデミー賞受賞のダニス・タノヴィッチもサラエヴォ出身である。ノーベル賞受賞のイヴォ・アンドリッチはその人生の多くをサラエヴォで過ごした。
サラエヴォ映画祭は1995年に始まり、バルカンで随一の映画祭となった。有名なサラエヴォ・ジャズ・フェスティバル（Sarajevo Jazz Festival）や、何週間にもわたって続く地元の文化・音楽・舞踊のショーケース「バシュャルシヤの夜」（Baščaršija Nights）もある。
ポップ・ロック・サラエヴォ派（Sarajevska škola pop-roka、en）は1961年から1991年まで発展を続けた音楽である。この種類の音楽は、インデクシ（Indexi）、ビイェロ・ドゥグメ（Bijelo dugme）などのバンドや、シンガー・ソングライターのケマル・モンテノ（Kemal Monteno）らによって始められたものである。この音楽は誕生後1980年代も続き、プラヴィ・オルケスタル（Plavi orkestar）、ザブラニェノ・プシェニェ（Zabranjeno pušenje）、ツルヴェナ・ヤブカ（Crvena jabuka）などが活躍したものの、1992年の紛争勃発によって潰えた。紛争が終わって初めてサラエヴォでライブをしたバンドは、アイルランドのU2であった。

## 催事
サラエヴォで行われる主な催し物としては、サラエヴォ映画祭とサラエヴォ・ジャズ・フェスティバル（Sarajevo Jazz Festival）が挙げられる。
サラエヴォ映画祭はサラエヴォ中心部の国立劇場で開かれ、世界的に有名な俳優や映画監督、音楽家などがホストを務める。このホストをした人物には、スティーヴ・ブシェミ、ボノ、クーリオ、ジョン・マルコヴィッチ、ニック・ノルティ、ダニエル・クレイグ、ウィレム・デフォー、アンソニー・ミンゲラ、カトリン・カートリッジ、アレクサンダー・ペイン、ソフィー・オコネドー、スティーヴン・フリアーズなどが挙げられる。1995年にサラエヴォ映画祭が始まって以来、フェスティバルは多くの人々や有名人らをひきつけ、フェスティバルは国際的な水準へと昇華していった。サラエヴォ映画祭の第1回は紛争の続くサラエヴォで1995年に開かれた。サラエヴォ映画祭では2000年代に入り、バルカン半島で最大で最も著名な映画祭となった。第13回サラエヴォ映画祭では、ジュリエット・ビノシュ、ジェレミー・アイアンズ、スティーヴ・ブシェミ、マイケル・ムーアが審査員を務めた。
サラエヴォ・ジャズ・フェスティバルは、ホストとしてリチャード・ボナ、ジョン・バトラー・トリオ、クリスティーナ・ブランコ（Cristina Branco）、Dhafer Youssefらが参加している。フェスティバルはボスニア文化センター（「主ステージ」）、サラエヴォ青年舞台劇場（「奇妙な果実ステージ」）、ヴォイスカ・フェデラツィイェ会館（Dom Vojske Federacije、「ソロ・ステージ」）、CDS（「グルーヴ・ステージ」）にて開かれている。

## スポーツ

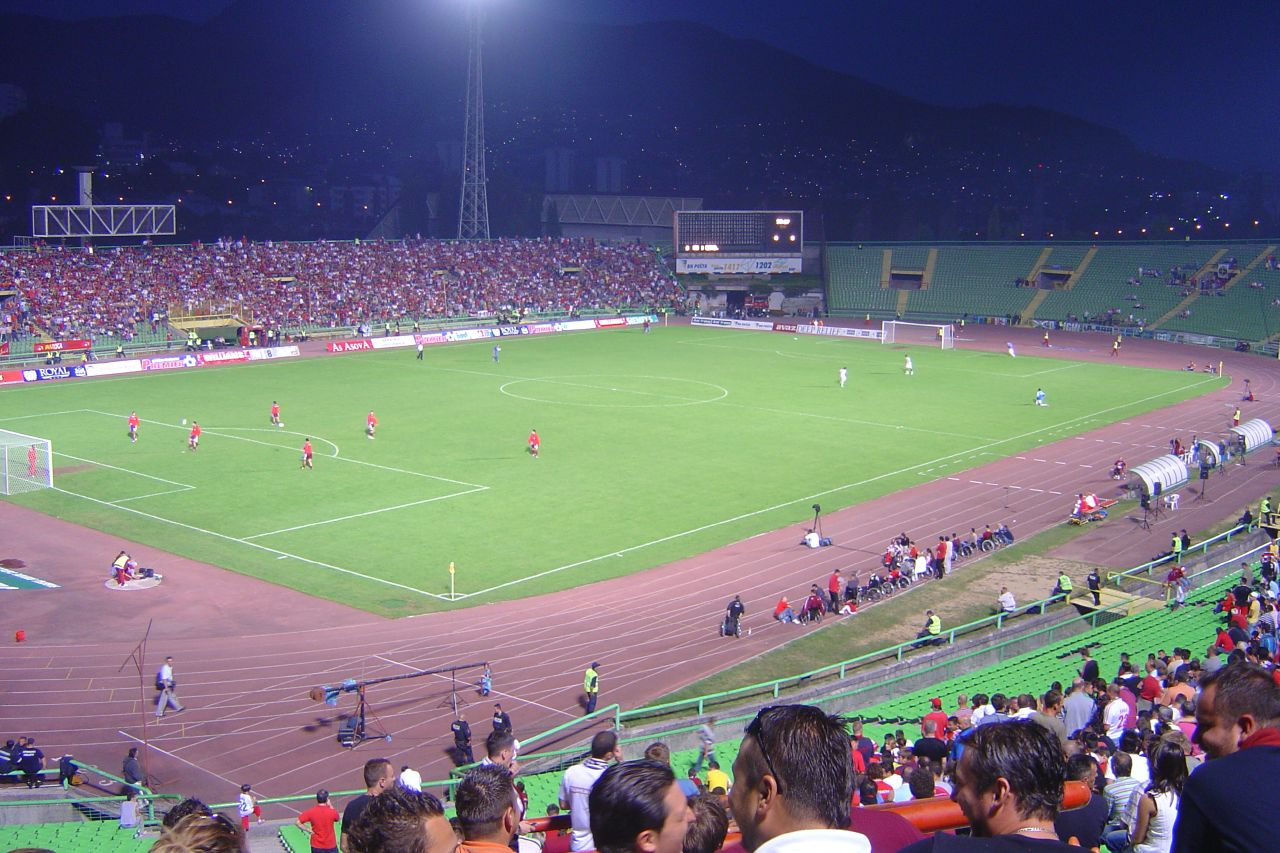
アシム・フェルハトヴィッチ・ハセ競技場

サラエヴォは1984年冬季オリンピックの会場となった。ユーゴスラビアはこの時1つのメダルを獲得した。このメダルは銀メダルであり、男子大回転でユレ・フランコ（Jure Franko）に対して与えられたものであった。多くのオリンピック設備は紛争を耐え抜き、あるいは再建された。それらの中にはゼトラ・オリンピック・ホール（Olympic Hall Zetra）やアシム・フェルハトヴィッチ・ハセ競技場（Asim Ferhatović Hase Stadium）も含まれる。後にサラエヴォでは南東ヨーロッパ友好大会を共催し、また2009年のスペシャルオリンピックス冬季大会会場に選ばれたものの、この計画は中止となった。
サッカーはサラエヴォで盛んに行われている。サラエヴォにあるサッカークラブ、「FKサラエヴォ」と「FKジェリズニチャル・サラエヴォ」は、共に欧州や世界規模の大会に参加しているクラブである。この他に、「FKオリンピク・サラエヴォ」、「NK SAŠKナプレダク」（NK SAŠK Napredak）もある。サッカー以外ではバスケットボールも盛んであり、「KKボスナ」（KK Bosna Sarajevo）は1979年のユーロリーグで優勝を果たした。チェス・クラブ「ボスナ・サラエヴォ」は1980年代からチャンピオン入りするチームとなっている。サラエヴォでは、テニスやキックボクシングなどの各種の国際的なスポーツの大会や催し物が開かれてきた。ロック・クライミングも盛んであり、都心部から遠くないところにロック・クライミング用の岩壁があり、ダリヴァ・サラエヴォ国際スピードウェイ（Dariva Sarajevo International Speedway）がある。
| クラブ                           | リーグ                                                                                              | 本拠地                       | 設立   |
| -------------------------------- | --------------------------------------------------------------------------------------------------- | ---------------------------- | ------ |
| FKジェリェズニチャル・サラエヴォ | ボスニア・ヘルツェゴビナ・プレミイェル・リーガ ボスニア・ヘルツェゴビナ・サッカー協会               | Grbavica Stadium             | 1921年 |
| FKサラエヴォ                     | ボスニア・ヘルツェゴビナ・プレミイェル・リーガ ボスニア・ヘルツェゴビナ・サッカー協会               | Asim Ferhatović Hase Stadium | 1946年 |
| RKボスナ・サラエヴォ             | ボスニア・ヘルツェゴビナ・プレミイェル・リーガ                                                      | Ramiz Salčin Hall            | 1948年 |
| KKボスナ                         | ボスニア・ヘルツェゴビナ・プレミイェル・リーガ アドリアティック・バスケットボール・アソシエーション | Mirza Delibašić Arena        | 1951年 |

## 教育

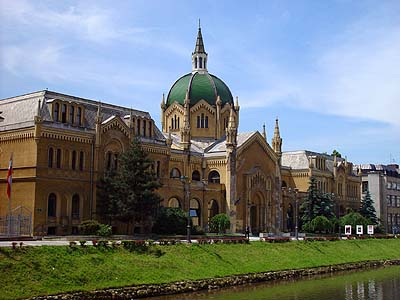
ミリャツカ川の岸にあるサラエヴォ芸術アカデミー

サラエヴォでは高等教育は長い歴史を持っている。知られている最初の高等教育は、1531年にガジ・フスレヴ＝ベグによって設立されたスーフィズム哲学の学校である。その後数多くの宗教的な学校が設立されてきた。1887年、オーストリア＝ハンガリー帝国の統治下において、シャーリア法学校は5年間の教育プログラムとなった。1940年代、サラエヴォ大学は町で最初の本格的な高等教育の機関として設立された。1950年代にはいると、学士課程以上の教育も受けられるようになった。紛争によって大きく傷を受けたものの、サラエヴォ大学はその後復興され、40以上の大学と提携を結んでいる。
2005年の時点で、サラエヴォには46の初等学校（1年-9年）、33の高等学校（10年-13年）があり、これらのうち3つは特別支援学校である。また、ドルガ・ギムナジヤ（Druga Gimnazija）は国際バカロレア資格課程の学校である。
サラエヴォにはまた、複数の国際学校もあり、外国系の住民のために供されている。QSIサラエヴォ国際学校や、サラエヴォ・フランス語国際学校などがある。

## サラエヴォが登場する作品
- 短編小説『サラエボの鐘―1920年の手紙』（イヴォ・アンドリッチ） 1946年
- 映画『パパは、出張中!』 1985年
- 短篇映画『たたえられよ、サラエヴォ』（ジャン＝リュック・ゴダール監督） 1993年
- 映画『ユリシーズの瞳』 1996年
- ドキュメンタリー映画『エグザイル・イン・サラエヴォ』 1997年
- 映画『ウェルカム・トゥ・サラエボ』 1997年
- 映画『パーフェクト・サークル』 1997年
- 映画『アワーミュージック』（ジャン＝リュック・ゴダール監督） 2004年
- 映画『サラエボの花』（ヤスミラ・ジュバニッチ）2005年
- 映画『ハンティング・パーティ』（リチャード・シェパード監督）2007年
- 長編SF小説『虐殺器官』（伊藤計劃）2007年
- 映画『サラエボ、希望の街角』（ヤスミラ・ジュバニッチ脚本／監督)2010年
- リアルタイムストラテジー・コンピュータ・ゲームのシリーズコマンド&コンカーの作品「Brotherhood of Nod」では、作戦行動の拠点をサラエヴォにおいている。作中で、Kaneの聖堂であるPrime聖堂は町の郊外にある。

ジェラルディン・ブルックスの小説「古書の来歴」もサラエヴォが舞台の一部となっている。
- ロシアのAkella社のPCゲーム『スコーピオン』は近未来のサラエヴォを舞台としている。
- 映画『ネイビーシールズ ナチスの金塊を奪還せよ!』 2017年

## 国際関係

### 姉妹都市
サラエヴォは以下の各都市と姉妹都市提携を結んでいる。
| - バルセロナ (since 2000) - ザグレブ (since 2001) - リュブリャナ (since 2002) | - ソルトレイクシティ (since 2002) - カイロ (since 2006) - ドゥブロヴニク (since 2006) | - リレハンメル (since 2006) - スコピエ (since 2006) - コンヤ (since 2007) |

### 友好都市
サラエヴォの友好都市には以下の都市も含まれる。
| - ブルサ (since 1979) - アクヒサール - イスタンブール (since 1997) - アンカラ (since 2007) - 広島市 (since 2017) - 天津市 (since 1981) - 上海市 - ヴェネツィア (since 1994) - コッレーニョ(since 1994) - フェラーラ(since 1978) - ナポリ(since 1976) | - プラート(since 1995) - ブダペスト(since 1995) - カルロヴァツ - コヴェントリー (since 1957) - ヴォルフスブルク(since 1985) - マクデブルク (since 1972) - フリードリヒスハーフェン (since 1972) - マドリード (since 2007) - インスブルック (since 1980) - アムステルダム | - セッレ＝シェヴァリエ (since 1995) - ストックホルム (since 1997) - ターボル - ティラナ (since 1996) - デイトン (since 1999) - バクー (since 1972) - クウェートシティ (since 1998) - アルジェ - トレムセン (since 1964) - トリポリ (since 1976) |

## サラエヴォ出身の人物
- ウラジミール・プレローグ - 化学者
- エミール・クストリッツァ - 映画監督
- ゴラン・ブレゴヴィッチ - 作曲家
- アリヤ・イゼトベゴヴィッチ - 政治家
- ブランコ・ツルヴェンコフスキ - マケドニア共和国大統領。
- ボリス・タディッチ - セルビア大統領。
- イビチャ・オシム - サッカー選手、元日本代表監督。
- ヤドランカ - サラエボオリンピックで公式テーマ曲を歌った歌手。
- ダミール・マルコータ - プロバスケットボール選手、クロアチア代表、元NBA
- ゴラン・スータン - プロバスケットボール選手、ボスニア・ヘルツェゴビナ代表、NBA選手。